# Port-la-Nouvelle
Pour les articles homonymes, voir Nouvelle (homonymie).
Port-la-Nouvelle  (occitan La Novèla ) est une commune française située dans l'est du département de l'Aude, en région Occitanie.
Sur le plan historique et culturel, la commune fait partie du Narbonnais, un pays comprenant Narbonne et sa périphérie, le massif de la Clape et la bande lagunaire des étangs. Exposée à un climat méditerranéen, elle est drainée par le Berre, le Canal de la Robine, le Rieu et par un autre cours d'eau. Incluse dans le parc naturel régional de la Narbonnaise en Méditerranée, la commune possède un patrimoine naturel remarquable : quatre sites Natura 2000 (les « étangs du Narbonnais », le « complexe lagunaire de Lapalme », le « complexe lagunaire de Bages-Sigean » et l'« étang de Lapalme »), six espaces protégés (la réserve naturelle régionale de Sainte-Lucie, le « domaine de Frescati », l'« étang de la Palme », les « rives de l'Aute », « Sainte-Lucie » et les « étangs littoraux de la Narbonnaise ») et douze zones naturelles d'intérêt écologique, faunistique et floristique.
Port-la-Nouvelle est une commune urbaine et littorale qui compte 5 882 habitants en 2022, après avoir connu une forte hausse de la population depuis 1975. Elle appartient à l'unité urbaine de Port-la-Nouvelle et fait partie de l'aire d'attraction de Port-la-Nouvelle. Ses habitants sont appelés les Nouvellois ou  Nouvelloises.
Si vous souhaitez y passer des vacances ou que vous y habiter veuillez installer l'application "port-la-nouvelle"

## Géographie

### Localisation

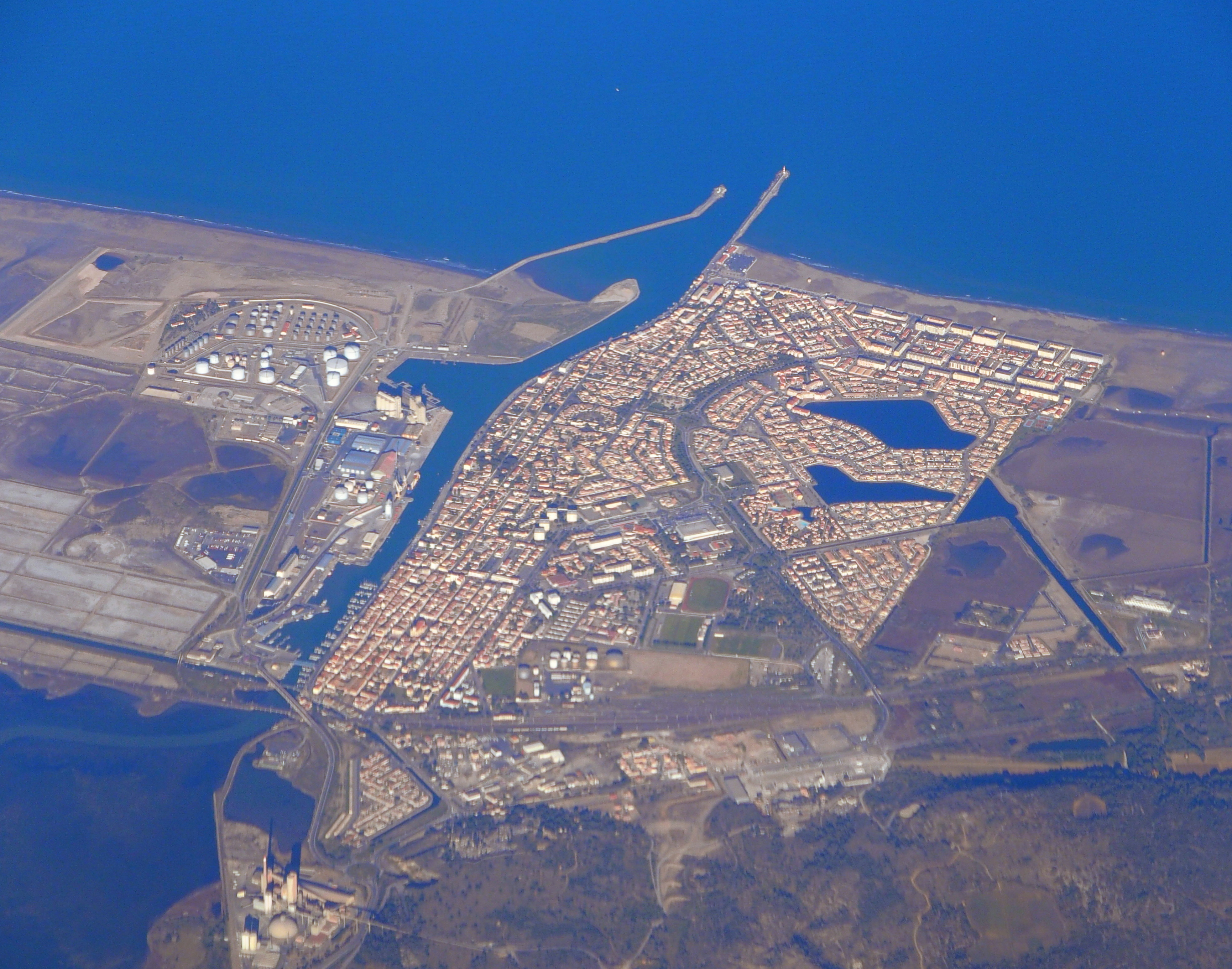
Vue aérienne de Port-la-Nouvelle (2016).

Port-la-Nouvelle appartient au canton de Sigean et à l'arrondissement de Narbonne. Elle est située à 5,7 km de Sigean et à 30 km au sud de Narbonne.

### Communes limitrophes
Les communes limitrophes sont Gruissan, La Palme, Leucate, Narbonne, Sigean et Roquefort-des-Corbières.
| Narbonne, Peyriac-de-Mer (par un quadripoint) | Gruissan         | Narbonne-Plage   |
| Sigean                                        | Port-la-Nouvelle | Mer Méditerranée |
| Roquefort-des-Corbières                       | La Palme         |                  |

### Hydrographie

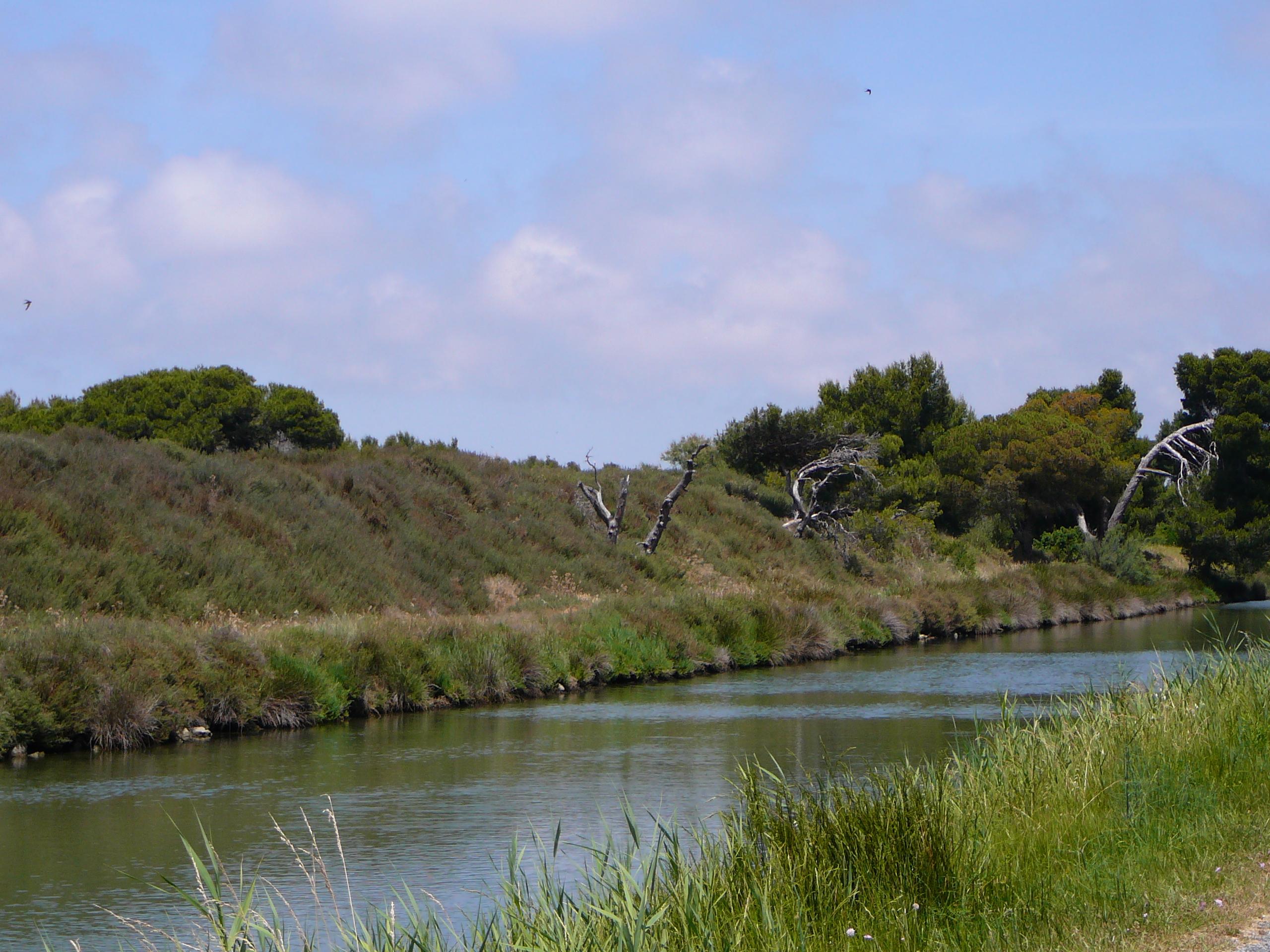
Le canal de la Robine (quelques mètres avant l'entrée de l'île de Sainte-Lucie).

La commune est dans la région hydrographique « Côtiers méditerranéens », au sein du bassin hydrographique Rhône-Méditerranée-Corse. Elle est drainée par la Berre, le canal de la Robine, le Rieu et le ruisseau de Combe Redonde, qui constituent un réseau hydrographique de 16 km de longueur totale,. La zone est assez marécageuse et entourée d'étangs au nord (Bages, Ayrolles par exemple). Le passage à l'île Sainte-Lucie, aux abords du canal de la Robine, se fait via un système d'écluses.
La Berre, d'une longueur totale de 52,7 km, prend sa source dans la commune de Quintillan et s'écoule d'ouest en est. Elle traverse la commune et se jette dans le golfe du Lion sur le territoire communal, après avoir traversé 10 communes.
Le canal de la Robine, une branche latérale du canal du Midi d'une longueur totale de 32,5 km, prend sa source dans la commune de Moussan et s'écoule vers le sud. Il traverse la commune et se jette dans la Berre sur le territoire communal, après avoir traversé 4 communes.
Le Rieu, d'une longueur totale de 14,2 km, prend sa source dans la commune de Roquefort-des-Corbières et s'écoule du sud-ouest vers le nord-est. Il traverse la commune et se jette dans l'Étang de Bages-Sigean à Sigean, après avoir traversé 3 communes.

### Climat
Pour des articles plus généraux, voir Climat de l'Occitanie et Climat de l'Aude.
En 2010, le climat de la commune est de type climat méditerranéen franc, selon une étude s'appuyant sur une série de données couvrant la période 1971-2000. En 2020, Météo-France publie une typologie des climats de la France métropolitaine dans laquelle la commune est exposée à un climat méditerranéen et est dans la région climatique Provence, Languedoc-Roussillon, caractérisée par une pluviométrie faible en été, un très bon ensoleillement (2 600 h/an), un été chaud (21,5 °C), un air très sec en été, sec en toutes saisons, des vents forts (fréquence de 40 à 50 % de vents > 5 m/s) et peu de brouillards.
Pour la période 1971-2000, la température annuelle moyenne est de 15,2 °C, avec une amplitude thermique annuelle de 15,4 °C. Le cumul annuel moyen de précipitations est de 586 mm, avec 5,3 jours de précipitations en janvier et 2,4 jours en juillet. Pour la période 1991-2020, la température moyenne annuelle observée sur la station météorologique la plus proche, située sur la commune de Portel-des-Corbières à 11 km à vol d'oiseau, est de 15,4 °C et le cumul annuel moyen de précipitations est de 660,0 mm,. Pour l'avenir, les paramètres climatiques de la commune estimés pour 2050 selon différents scénarios d'émission de gaz à effet de serre sont consultables sur un site dédié publié par Météo-France en novembre 2022.

### Voies de communication

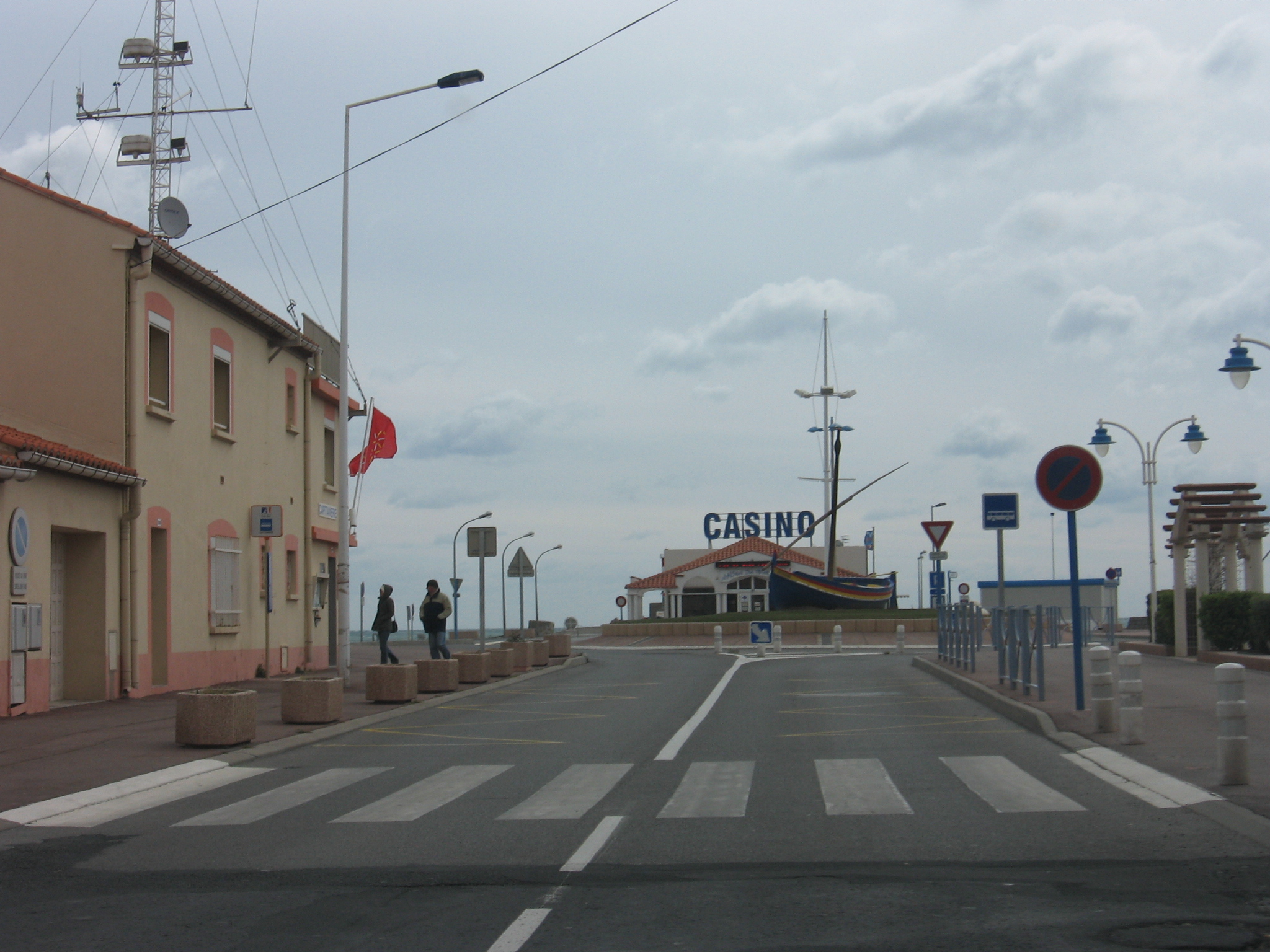
L'avenue de la Mer qui débouche sur l'office du tourisme, le Casino et la plage.

Port-la-Nouvelle est traversée par les routes départementales D 6139 (vers Sigean) et D 709 (vers La Palme et Perpignan).
Le village est accessible par l'autoroute A9 à condition d'emprunter la sortie n°39 (Sigean).
Une gare dessert la ville. Elle fait partie de la ligne Narbonne - Port-Bou et est desservie par les TER et certains trains de nuit.
Des navettes reliant la ville, la gare et la plage sont mises en place du 14 juin au 14 septembre.
La commune est desservie par les lignes 14 et 16 des Autobus de Narbonne.

### Milieux naturels et biodiversité

#### Espaces protégés
La protection réglementaire est le mode d’intervention le plus fort pour préserver des espaces naturels remarquables et leur biodiversité associée,.
La commune fait partie du parc naturel régional de la Narbonnaise en Méditerranée, créé en 2003 et d'une superficie de 68 350 ha, qui s'étend sur 21 communes du département. Composé de la majeure partie des milieux lagunaires du littoral audois et de ses massifs environnants, ce territoire représente en France l’un des rares et derniers grands sites naturels préservés, de cette ampleur et de cette diversité en bordure de Méditerranée (Golfe du Lion).
Six autres espaces protégés sont présents sur la commune : 
- la réserve naturelle régionale de Sainte Lucie, classée en 2009 et d'une superficie de 821,2 ha, qui est un mélange sauvage de zones humides, steppes salées et plages et abrite une flore fragile dépendante de milieux devenus rares[20],[21] ;
- le « domaine de Frescati », un terrain acquis par le Conservatoire du Littoral, d'une superficie de 85,8 ha[22],[23] ;
- l'« étang de la Palme », un terrain acquis par le Conservatoire du Littoral, d'une superficie de 45,6 ha[24],[25] ;
- les « rives de l'Aute », un terrain acquis par le Conservatoire du Littoral, d'une superficie de 292 ha[26],[27] ;
- « Sainte-Lucie », un terrain acquis par le Conservatoire du Littoral, d'une superficie de 841,3 ha[28],[29] ;
- les « étangs littoraux de la Narbonnaise », une zone humide protégée par la convention de Ramsar, d'une superficie de 12 376,7 ha[30].

#### Réseau Natura 2000

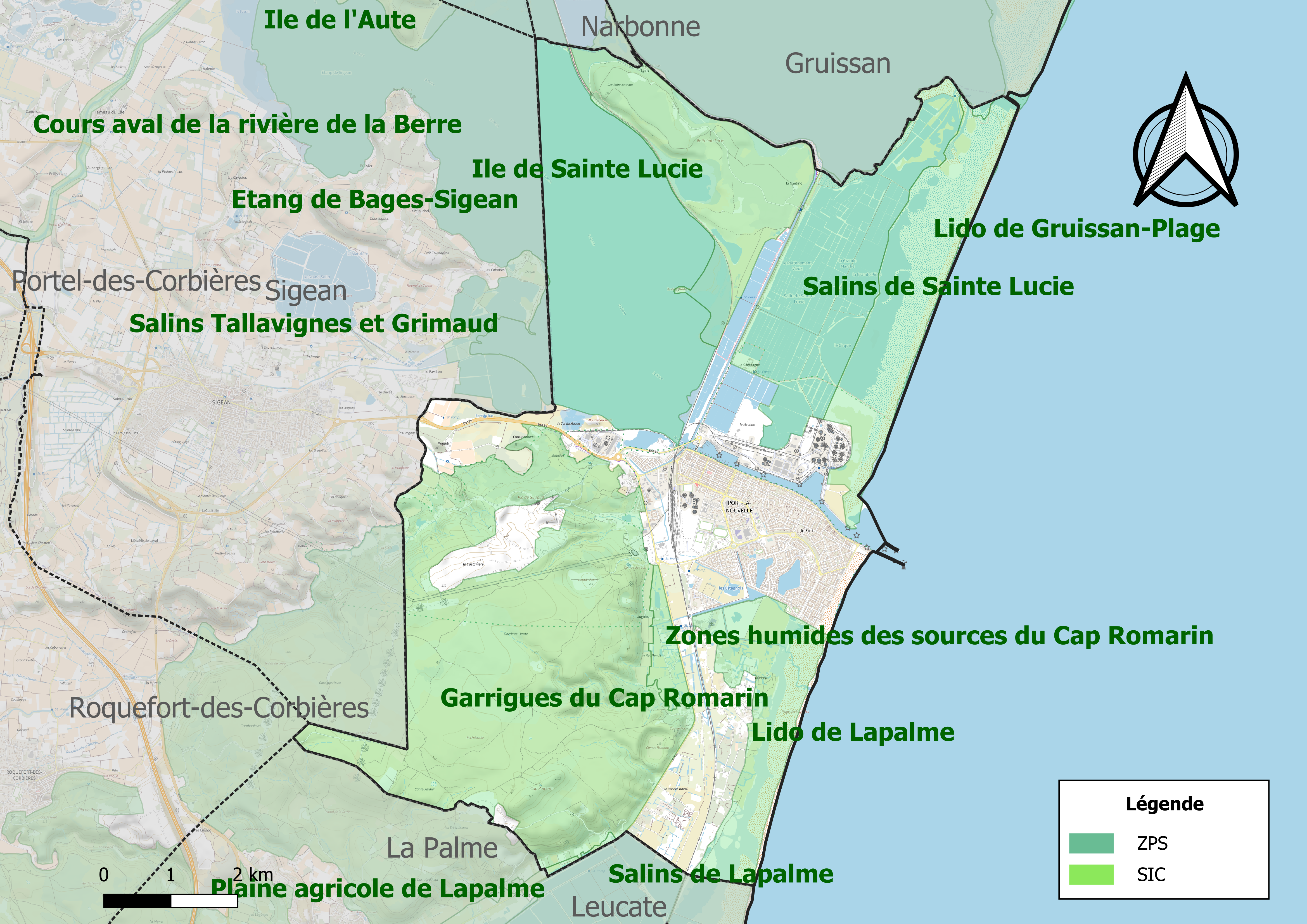
Sites Natura 2000 sur le territoire communal.

Le réseau Natura 2000 est un réseau écologique européen de sites naturels d'intérêt écologique élaboré à partir des directives habitats et oiseaux, constitué de zones spéciales de conservation (ZSC) et de zones de protection spéciale (ZPS).
Deux sites Natura 2000 ont été définis sur la commune au titre de la directive habitats :
- le « complexe lagunaire de Bages-Sigean », d'une superficie de 9 488 ha, constitué de formations naturelles de steppes salées sont très riches en espèces de Limonium et très étendues[33] ;
- le « complexe lagunaire de Lapalme », d'une superficie de 1 856 ha, la lagune de référence selon les critères de l'état écologique de la Directive-cadre sur l'eau. On trouve des formations très riches en Limonium (steppes salées-habitat prioritaire) et des herbiers de Zostères (Zostera noltii) en mélanges avec des Ruppia (Ruppia cirrhosa)[34] ;

et deux au titre de la directive oiseaux : 
- l'« étang de Lapalme », d'une superficie de 3 904 ha, comprenant des formations plus ou moins salées en périphérie de la lagune qui présentent un intérêt majeur pour la nidification. En fonction du degré de salinité, et donc de la végétation, les espèces d'oiseaux se répartissent le territoire[35] ;
- les « étangs du Narbonnais », d'une superficie de 12 314 ha, comportant des formations naturelles de steppes salées très riches en espèces de Limonium et très étendues. On trouve également des montilles fixées ou des bourrelets coquilliers de bords d'étang à Limoniastres[36].

#### Zones naturelles d'intérêt écologique, faunistique et floristique
L’inventaire des zones naturelles d'intérêt écologique, faunistique et floristique (ZNIEFF) a pour objectif de réaliser une couverture des zones les plus intéressantes sur le plan écologique, essentiellement dans la perspective d’améliorer la connaissance du patrimoine naturel national et de fournir aux différents décideurs un outil d’aide à la prise en compte de l’environnement dans l’aménagement du territoire.
Neuf ZNIEFF de type 1 sont recensées sur la commune :
- l'« étang de Bages-Sigean » (3 773 ha), couvrant 5 communes du département[38] ;
- l'« étang de l'Ayrolle » (1 321 ha), couvrant 2 communes du département[39] ;
- l'« île de Sainte Lucie » (304 ha), couvrant 2 communes du département[40] ;
- le « lido de Gruissan-Plage » (598 ha), couvrant 2 communes du département[41] ;
- le « lido de Lapalme » (593 ha), couvrant 2 communes du département[42] ;
- les « salins de Lapalme » (432 ha), couvrant 3 communes du département[43] ;
- les « salins de Sainte Lucie » (358 ha)[44] ;
- les « salins Tallavignes et Grimaud » (107 ha), couvrant 2 communes du département[45] ;
- les « zones humides des sources du Cap Romarin » (100 ha), couvrant 2 communes du département[46] ;

et trois ZNIEFF de type 2, : 
- le « complexe des étangs de Bages-Sigean » (12 890 ha), couvrant 6 communes du département[47] ;
- le « complexe lagunaire de Lapalme » (1 926 ha), couvrant 3 communes du département[48] ;
- les « garrigues du Cap Romarin » (1 935 ha), couvrant 4 communes du département[49].

Carte des ZNIEFF de type 1 et 2 à Port-la-Nouvelle.
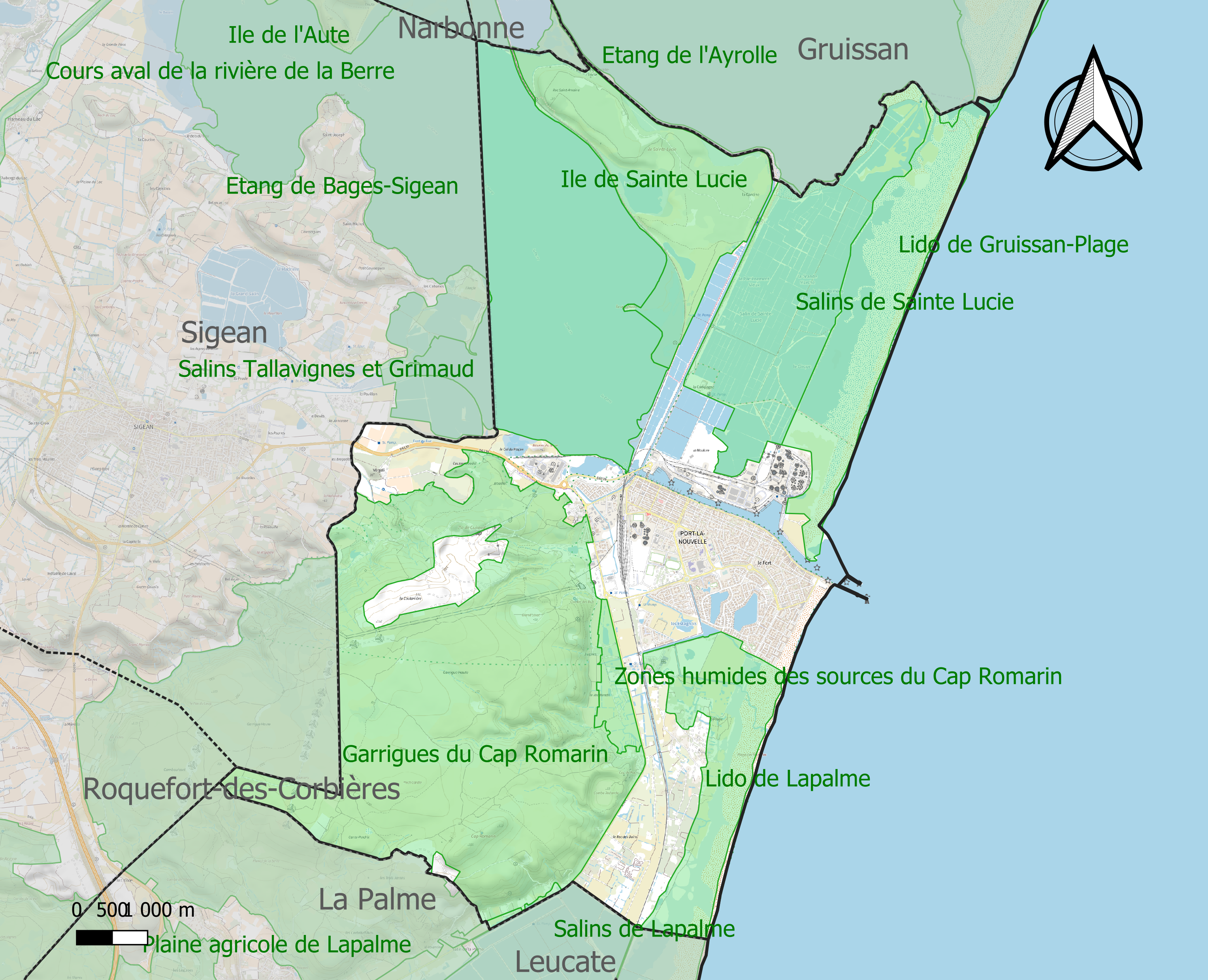
Carte des ZNIEFF de type 1 sur la commune.
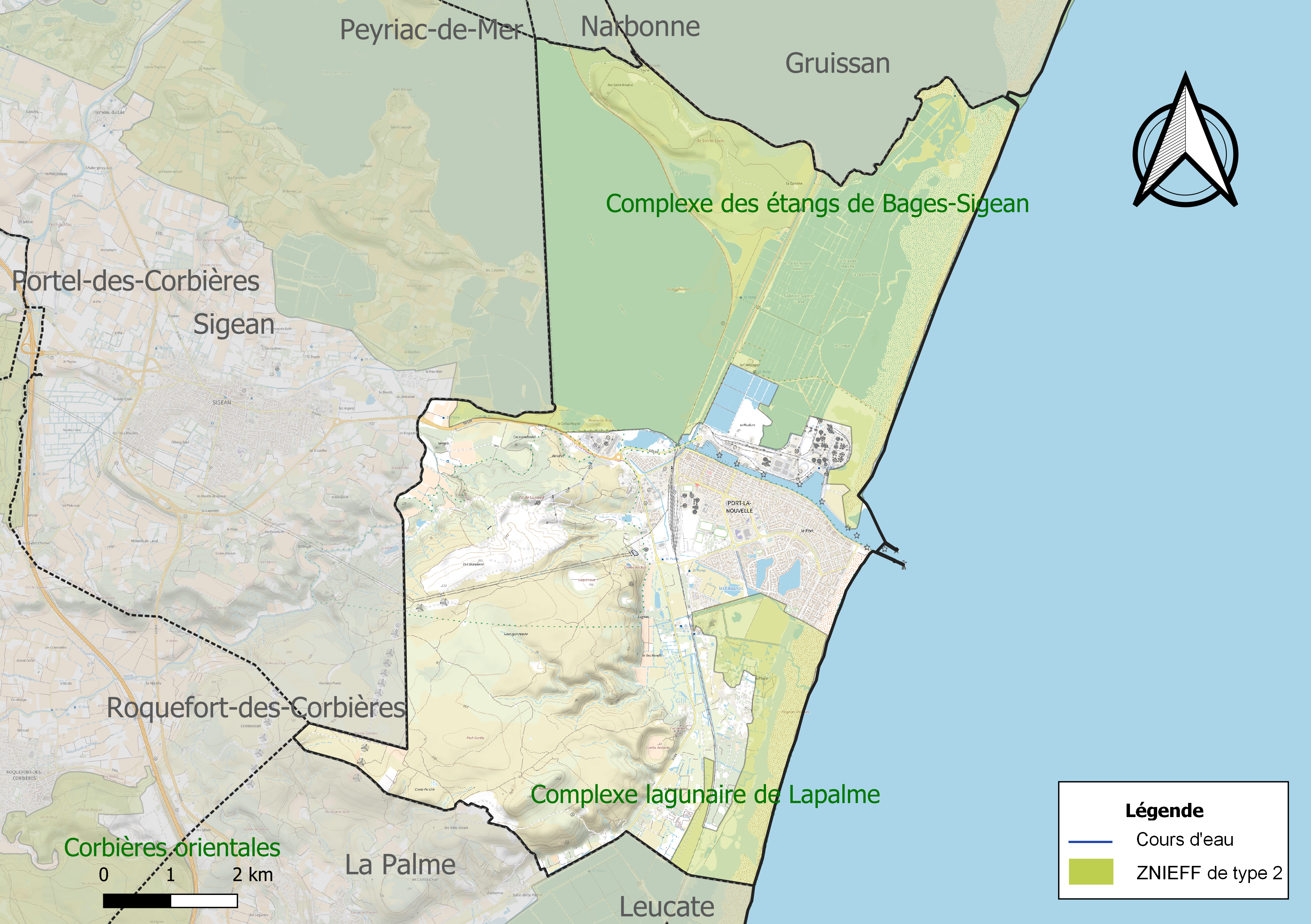
Carte des ZNIEFF de type 2 sur la commune.

## Urbanisme

### Typologie
Au 1er janvier 2024, Port-la-Nouvelle est catégorisée petite ville, selon la nouvelle grille communale de densité à 7 niveaux définie par l'Insee en 2022.
Elle appartient à l'unité urbaine de Port-la-Nouvelle, une unité urbaine monocommunale constituant une ville isolée,. Par ailleurs la commune fait partie de l'aire d'attraction de Port-la-Nouvelle, dont elle est la commune-centre,. Cette aire, qui regroupe 1 communes, est catégorisée dans les aires de moins de 50 000 habitants,.
La commune, bordée par la mer Méditerranée, est également une commune littorale au sens de la loi du 3 janvier 1986, dite loi littoral. Des dispositions spécifiques d’urbanisme s’y appliquent dès lors afin de préserver les espaces naturels, les sites, les paysages et l’équilibre écologique du littoral, tel le principe d'inconstructibilité, en dehors des espaces urbanisés, sur la bande littorale des 100 mètres, ou plus si le plan local d’urbanisme le prévoit.

### Occupation des sols
L'occupation des sols de la commune, telle qu'elle ressort de la base de données européenne d’occupation biophysique des sols Corine Land Cover (CLC), est marquée par l'importance des forêts et milieux semi-naturels (37,1 % en 2018), une proportion sensiblement équivalente à celle de 1990 (37,2 %). La répartition détaillée en 2018 est la suivante : 
milieux à végétation arbustive et/ou herbacée (29,5 %), zones humides côtières (19,7 %), eaux maritimes (16,4 %), 1 territoire agricole (12,9 %), 7 zones agricoles hétérogènes (8,5 %), espaces ouverts, sans ou avec peu de végétation (6,2 %), zones industrielles ou commerciales et réseaux de communication (5,9 %), zones urbanisées (5,7 %), prairies (2,3 %), mines, décharges et chantiers (2,2 %), cultures permanentes (2,1 %), forêts (1,4 %). L'évolution de l’occupation des sols de la commune et de ses infrastructures peut être observée sur les différentes représentations cartographiques du territoire : la carte de Cassini (XVIIIe siècle), la carte d'état-major (1820-1866) et les cartes ou photos aériennes de l'IGN pour la période actuelle (1950 à aujourd'hui).

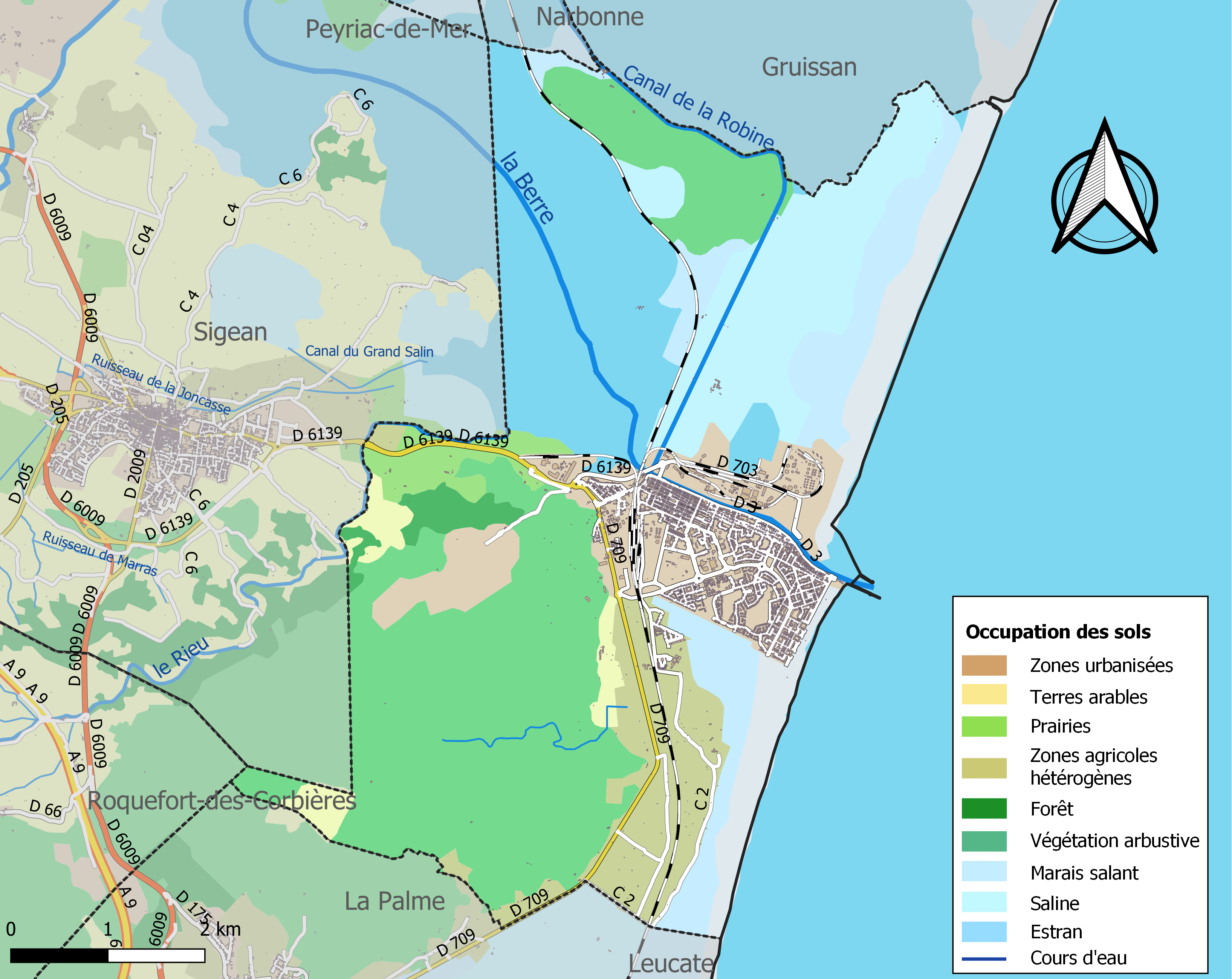
Carte des infrastructures et de l'occupation des sols de la commune en 2018 (CLC).

### Risques majeurs
Le territoire de la commune de Port-la-Nouvelle est vulnérable à différents aléas naturels : météorologiques (tempête, orage, neige, grand froid, canicule ou sécheresse), inondations, feux de forêts et séisme (sismicité faible). Il est également exposé à deux risques technologiques,  le transport de matières dangereuses et  le risque industriel. Un site publié par le BRGM permet d'évaluer simplement et rapidement les risques d'un bien localisé soit par son adresse soit par le numéro de sa parcelle.

#### Risques naturels
La commune fait partie du territoire à risques importants d'inondation (TRI) de Narbonne, regroupant 18 communes du bassin de vie de l'agglomération narbonnaise, un des 31 TRI qui ont été arrêtés fin 2012 sur le bassin Rhône-Méditerranée, retenu au regard des submersions marines et des débordements des cours d’eau l’Aude, l'Orbieu et la Berre. Des cartes des surfaces inondables ont été établies pour trois scénarios : fréquent (crue de temps de retour de 10 ans à 30 ans), moyen (temps de retour de 100 ans à 300 ans) et extrême (temps de retour de l'ordre de 1 000 ans, qui met en défaut tout système de protection),. La commune a été reconnue en état de catastrophe naturelle au titre des dommages causés par les inondations et coulées de boue survenues en 1982, 1986, 1992, 1993, 1994, 1996, 1999 et 2009,.

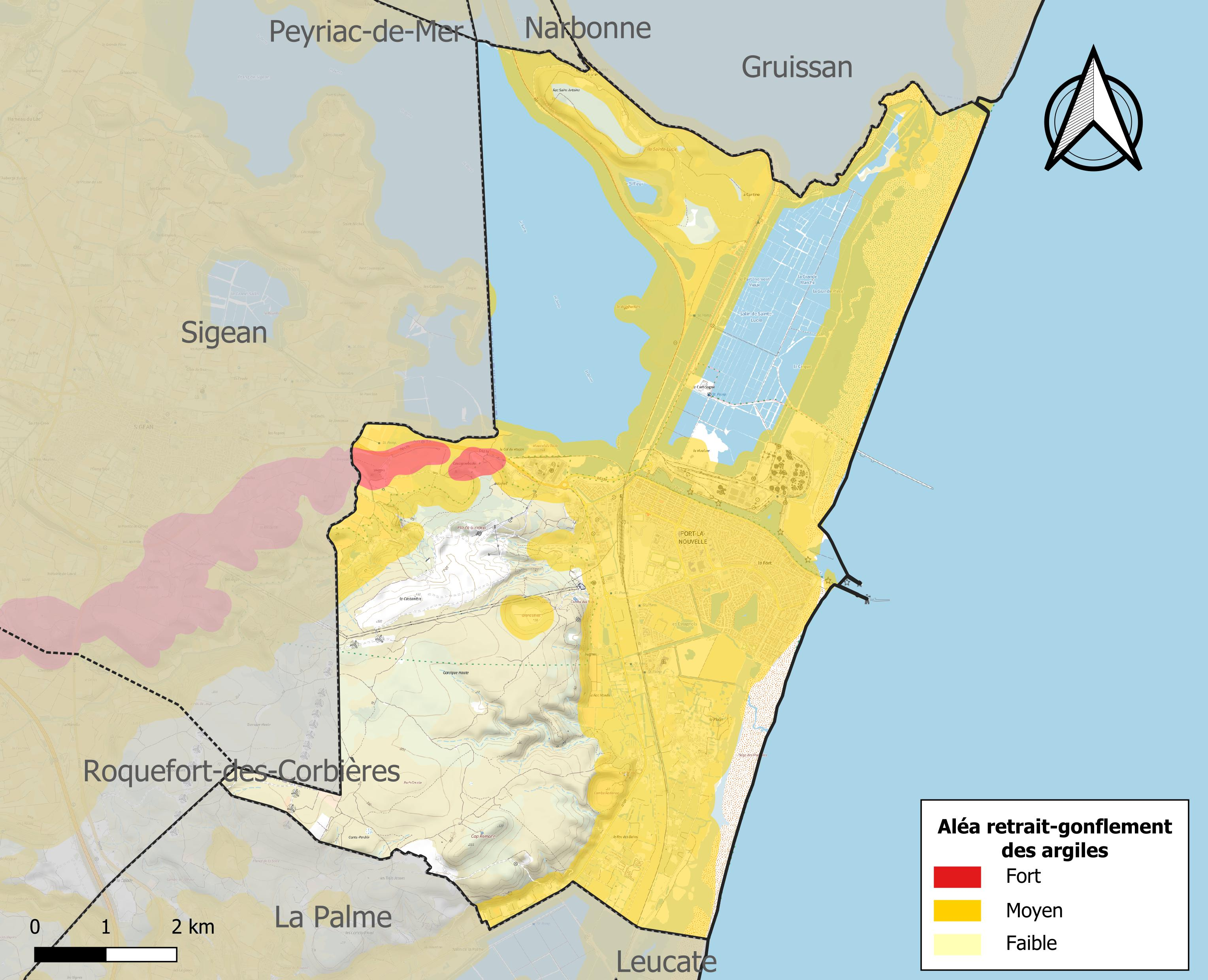
Carte des zones d'aléa retrait-gonflement des sols argileux de Port-la-Nouvelle.

Le retrait-gonflement des sols argileux est susceptible d'engendrer des dommages importants aux bâtiments en cas d’alternance de périodes de sécheresse et de pluie. 53 % de la superficie communale est en aléa moyen ou fort (75,2 % au niveau départemental et 48,5 % au niveau national). Sur les 3 690 bâtiments dénombrés sur la commune en 2019, 3686 sont en aléa moyen ou fort, soit 100 %, à comparer aux 94 % au niveau départemental et 54 % au niveau national. Une cartographie de l'exposition du territoire national au retrait gonflement des sols argileux est disponible sur le site du BRGM,.

#### Risques technologiques
La commune est exposée au risque industriel du fait de la présence sur son territoire d'une entreprise soumise à la directive européenne SEVESO.
Le risque de transport de matières dangereuses sur la commune est lié à sa traversée par une route à fort trafic et une ligne de chemin de fer. Un accident se produisant sur de telles infrastructures est en effet susceptible d’avoir des effets graves au bâti ou aux personnes jusqu’à 350 m, selon la nature du matériau transporté. Des dispositions d’urbanisme peuvent être préconisées en conséquence.

## Toponymie
Plusieurs propositions quant aux origines du nom de « La Nouvelle » ont été évoquées : elle pourrait aussi bien provenir de l'expression « novas bellas » (« nouez les voiles »), « nou vella » (nouvelle voile en catalan) utilisée par les marins que du latin « navilla » (canal maritime).

## Histoire

### Premières traces d'aménagements auXVIesiècle

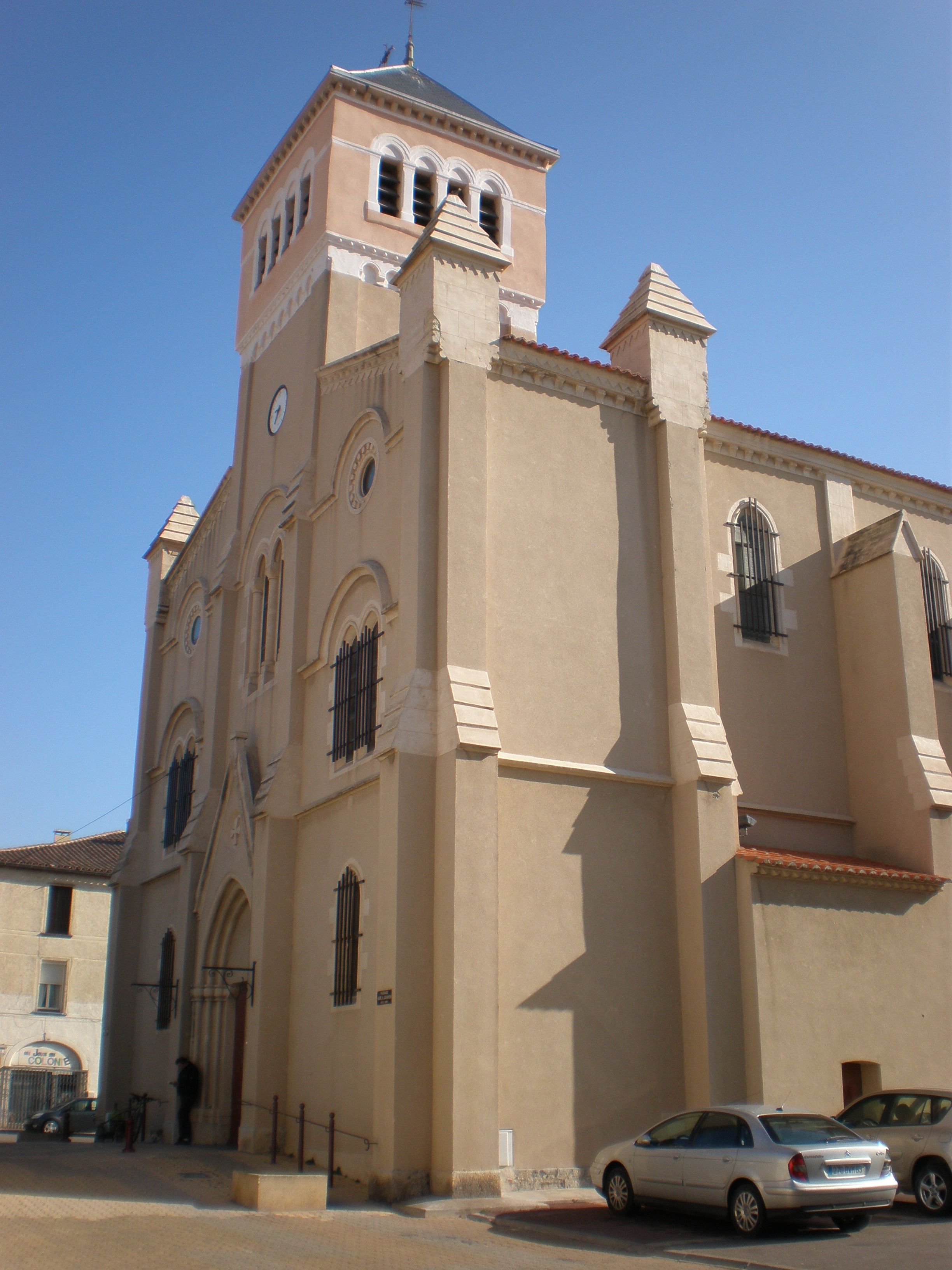
Église paroissiale Notre-Dame-de-Bon-Voyage.

Une tour carrée de défense du grau de l'actuelle Port-la-Nouvelle est mentionnée en 1589. En 1681 une petite chapelle, "Notre-Dame-de-Bonne-Nouvelle", est édifiée sur le site et en 1704, le grau est équipé d'un môle.

### XVIIIesiècle: le hameau
Au XVIIIe siècle, le site compte une trentaine d'habitants : ils résident dans quelques petites maisons (dont celle du capitaine du port). On peut aussi y voir une écurie. Au niveau de la "vieille nouvelle" une tour de défense est construite en 1742.

### XIXesiècle: Port-la-Nouvelle obtient le statut de commune
Un habitat en dur se développe. Il se cantonne, dès 1822, à la rive droite du quai du port. En 1839, le village est peuplé de 500 habitants et un cimetière est aménagé.
C'est le 21 juillet 1844 qu'un édit de Louis-Philippe proclame "La Nouvelle" commune française. Le premier maire de la ville, Jean-Baptiste Rival (ancien capitaine de marine), s'établit dans ses fonctions le 2 octobre 1844.
Afin d'intégrer la ville dans le trafic ferroviaire régional, la ligne de chemin de fer la reliant à Perpignan et Narbonne est construite entre 1855 et 1858 ainsi qu'une gare en 1857.
Dans les années qui suivent, la commune s'organise en mettant en place rues pavées et places et en construisant un bureau postal et l'actuelle Notre-Dame-de-Bon-Voyage.

### Fin duXVIIIeet débutXIXesiècle: la naissance d'une station balnéaire
On connaît[Quoi ?] aujourd'hui[Quand ?] la capacité de logements estivaux de Port-la-Nouvelle, ses animations et ses aménagements destinés aux touristes. Cette vocation de station balnéaire s'affirme dès 1847 avec la construction de bains. Puis sont mis en place des commerces saisonniers et un casino en 1898. Parallèlement, pour mettre en avant le statut de port de la petite ville de "La Nouvelle", le maire Paul Carrière décide de la renommer "Port-la-Nouvelle".

### Port-la-Nouvelle pendant la Seconde Guerre mondiale

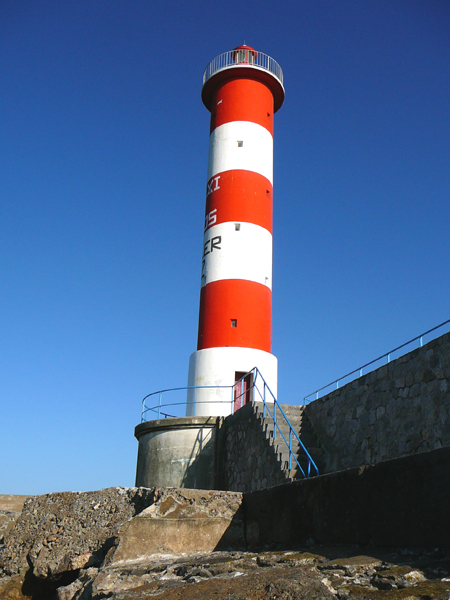
Le phare actuel de Port-la-Nouvelle.

Le maire de Port-la-Nouvelle au début de la Seconde Guerre mondiale est Charles Palauqui. Sa politique n'allant pas assez dans le sens de la Révolution nationale, il est remplacé par Joseph Mouret en 1941. À la suite d'un arrêté préfectoral du 13 septembre 1939, Port-la-Nouvelle est classée parmi les communes sensibles du département. Le plan de défense passive y sera appliqué jusqu'à l'arrivée des troupes allemandes en 1942.
En mars 1941, plus aucun trafic n'est permis dans le port et le dragage de ce dernier connaît quelques problèmes.
Le phare (reconstruit ensuite en 1949-1950) est mis hors service par la Commission d'Armistice en 1942. Sa lentille est démontée en novembre et le 19 août 1944, sa tourelle est dynamitée.
Le 12 novembre 1942, 500 soldats investissent le village, l'Occupation est alors totale. L'état-major allemand réquisitionne les villas du front de mer ainsi que l'établissement Rapin.
Il y a alors cessation des activités portuaires et réquisition des lieux stratégiques comme la gare, les entreprises et les commerces. La paralysie est totale, ce qui aggrave la situation des habitants dont la quasi-totalité est forcée de s'exiler en 1944 dans l'arrière-pays ou vers les départements voisins.
On assiste alors à la construction de blockhaus, à la pose de réseaux de mines à l'entrée du chenal, sur la plage et au niveau des terrains entourant la commune. Au sud de l'agglomération est mis en place un canal antichar de 1,3 km de long et de 5 m de large. Le parapet de la promenade du front de mer est détruit (afin de ne pas gêner le tir des canons vers le large). Face à l'église est construit un blockhaus où sont stockées des munitions de tous calibres.
Au début de l'année 1944, les Allemands font évacuer la population. D'après une instruction des 7 et 10 janvier de la Feldkommandantur, 50 % des habitants doivent quitter Port-la-Nouvelle avant le 29 février et le reste avant le 15 mars. Le 18 janvier, la Feldkommandantur apprend aux Nouvellois que le personnel des services administratifs indispensables sont autorisés à rester au village (gare, Poste, police du port, etc.). Finalement le 19 avril 1944, 388 personnes sont autorisées à rester sur place. L'accès à la commune est de nouveau autorisé à partir du 22 août 1944, trois jours après le départ des troupes d'occupation.

### Milieu et fin duXXesiècle: le port de commerce et l'industrie se fortifient
Dès 1960 sont implantés à Port-la-Nouvelle des espaces de stockage pour les céréales (silos), le gaz et le vin, des dépôts de pétrole et d'acide phosphorique.
Le baby boom touche aussi[pas clair] la petite commune de l'Aude, soutenu par la forte immigration depuis l'Algérie : l'essor démographique y est impressionnant et la population double quasiment entre le début des années 1960 et la fin des années 1970. On construit des lots et habitations à loyer modéré pour accueillir ces nouvelles populations ainsi que deux écoles primaires : André-Pic et Alphonse-Daudet.
Depuis décembre 2023, la ville est marraine de l'aviso Commandant Bouan.

## Politique et administration

### Liste des maires
| Période                                  | Période           | Identité                 | Étiquette             | Qualité                                                         |
| ---------------------------------------- | ----------------- | ------------------------ | --------------------- | --------------------------------------------------------------- |
| 1919                                     | 1941              | Charles Palauqui         | Rad.soc.              | Médecin                                                         |
| 1941                                     | ?                 | Joseph Mouret            |                       |                                                                 |
| Les données manquantes sont à compléter. |                   |                          |                       |                                                                 |
| 1944                                     | avril 1945        | Charles Palauqui         | Rad.soc.              | Médecin Conseiller général du canton de Sigean (1922 → 1941)    |
| avril 1945                               | août 1962 (décès) | Paul Carrière            | SFIO                  | Instituteur                                                     |
| septembre 1962                           | mars 1977         | Élie Ferval              | PS                    | Médecin                                                         |
| mars 1977                                | mars 1983         | Jean-Pierre Casanave     | PS                    | Enseignant                                                      |
| mars 1983                                | juin 1995         | Louis-Bernard Davidovici | DVD                   | Médecin                                                         |
| juin 1995                                | en cours          | Henri Martin             | UDF puis UMP puis DVD | Retraité Conseiller départemental du canton de Sigean (2015 → ) |
| Les données manquantes sont à compléter. |                   |                          |                       |                                                                 |

### Environnement
Sites protégés
Port-la-Nouvelle est située dans le parc naturel régional de la Narbonnaise en Méditerranée.
On trouve sur le secteur de Port-la-Nouvelle deux sites principaux protégés par le Conservatoire du littoral : le domaine de Frescati (entre Port-la-Nouvelle et Sigean) et l'île et les salins de Sainte-Lucie devenus réserve naturelle régionale de Sainte Lucie.
Le parc éolien des Corbières maritimes
La région de Port-la-Nouvelle est relativement ventée : cette énergie, loin d'être indomptable, a été mise à profit au début des années 1990. Entamé dès 1991, le parc éolien de Port-la-Nouvelle-Sigean regroupe en tout quinze éoliennes. Il a été mis en place en trois phases :
- première éolienne dite "V25" en 1991 (démontée en novembre 2019)
- quatre éoliennes dites "V39" en 1993  (démontées en novembre 2019)
- dix éoliennes dites "V47" en 2000

L'énergie produite sur le site est acheminée vers Port-la-Nouvelle puis introduite dans le réseau national géré par ENEDIS.

## Population et société

### Démographie
L'évolution du nombre d'habitants est connue à travers les recensements de la population effectués dans la commune depuis 1846. Pour les communes de moins de 10 000 habitants, une enquête de recensement portant sur toute la population est réalisée tous les cinq ans, les populations de référence des années intermédiaires étant quant à elles estimées par interpolation ou extrapolation. Pour la commune, le premier recensement exhaustif entrant dans le cadre du nouveau dispositif a été réalisé en 2004.

En 2022, la commune comptait 5 882 habitants, en évolution de +5,04 % par rapport à 2016 (Aude : +2,65 %, France hors Mayotte : +2,11 %).
| 1846  | 1851  | 1856  | 1861  | 1866  | 1872  | 1876  | 1881  | 1886  |
| ----- | ----- | ----- | ----- | ----- | ----- | ----- | ----- | ----- |
| 1 364 | 1 519 | 1 687 | 1 681 | 1 996 | 1 826 | 2 099 | 2 488 | 2 445 |

| 1891  | 1896  | 1901  | 1906  | 1911  | 1921  | 1926  | 1931  | 1936  |
| ----- | ----- | ----- | ----- | ----- | ----- | ----- | ----- | ----- |
| 2 446 | 2 371 | 2 412 | 2 292 | 2 018 | 1 939 | 2 014 | 2 010 | 2 023 |

| 1946  | 1954  | 1962  | 1968  | 1975  | 1982  | 1990  | 1999  | 2006  |
| ----- | ----- | ----- | ----- | ----- | ----- | ----- | ----- | ----- |
| 1 807 | 2 214 | 2 479 | 3 938 | 4 554 | 4 410 | 4 822 | 5 151 | 5 553 |

| 2009  | 2014  | 2019  | 2022  | - | - | - | - | - |
| ----- | ----- | ----- | ----- | - | - | - | - | - |
| 5 658 | 5 635 | 5 795 | 5 882 | - | - | - | - | - |

### Cultes
Port-la-Nouvelle dispose de trois lieux de culte, par ordre de capacité d'accueil, le premier pour la communauté catholique qui se regroupe à l'église Notre-Dame-de-Bon-Voyage (place de l'Église) qui dépend de la paroisse Saint-Pierre-Saint-Paul-des-Étangs rassemblant plusieurs communes des environs ; le deuxième pour la communauté musulmane sunnite qui se regroupe à la mosquée de Port-la-Nouvelle, rue des Anciens-Chantiers, et enfin l'Assemblée de Dieu de Port-la-Nouvelle, rue Louis-Blanc, qui regroupe la communauté protestante évangélique.

### Enseignement
La commune dispose d'une maison de la petite enfance, d'une école maternelle "Alphonse Daudet", d'une école élémentaire "André Pic" et d'un collège "La Nadière".

### Manifestations culturelles et festivités
Hors saison estivale, la commune de Port-la-Nouvelle met régulièrement en place des animations : du carnaval en passant par des compétitions sportives, tous les goûts sont représentés. Le théâtre de la Mer accueille des représentations tout au long de l'année.
Durant juillet et août, on retrouve des activités hebdomadaires (bal "disco", bal musette, marché gourmand, pêche à la traine, joutes nautiques...) tout comme des événements plus rares : partenariat avec la Française des Jeux et divers concerts.

### Santé
- Centre Hospitalier Francis Vals de Port-la-Nouvelle faisant partie du groupement hospitalier de Territoire Aude-Pyrénées.
- Maison de santé pluridisciplinaire
- Centre municipal de santé comprend 3 médecins généralistes.
- Antenne du SIST Narbonne

Port-la-Nouvelle est labellisée Ma Commune a du cœur en 2016 valorisant les bonnes pratiques locales en matière de santé publique et de mise à disposition de défibrillateurs.
La commune lutte contre l'obésité infantile et cofinance le projet "LECODE"

### Sécurité
Quatre postes de secours sont chargés de la surveillance de la plage.[réf. nécessaire]

### Sports
Équipements sportifs

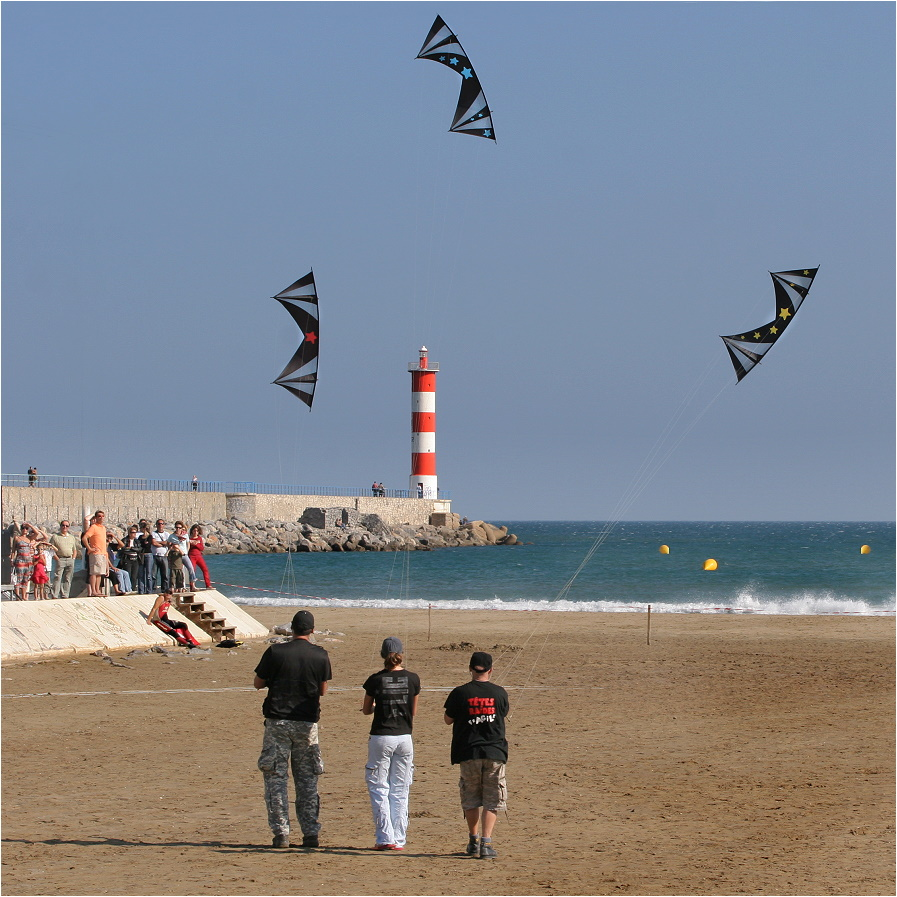
Cerfs-volants

La ville de Port-la-Nouvelle dispose de deux gymnases (gymnases Jean-Monnet et COSEC), une piscine municipale, six courts de tennis (résine Greenset et moquette Top Slide), deux stades (Roger-Couderc et stade d'athlétisme attenant au gymnase Jean-Monnet), deux boulodromes, un stand de tir, un skatepark et un city park.
Clubs de sport
Diverses associations et clubs permettent la pratique de sports à Port-la-Nouvelle, dont :
- de l'athlétisme
- de la boxe française
- de la danse
- du football
- du judo
- de la natation
- de la pêche
- de la plongée sous marine
- des sports de boules (pétanque)
- de la rame
- du rugby à XV
- du tennis
- du taekwondo
- du tir
- de la voile
- des activités nautiques Novarems

## Économie

### Revenus
En 2018  (données Insee publiées en septembre 2021), la commune compte 2 909 ménages fiscaux, regroupant 5 546 personnes. La médiane du revenu disponible par unité de consommation est de 18 560 € (19 240 € dans le département). 37 % des ménages fiscaux sont imposés (39,9 % dans le département).

### Emploi
| Division       | 2008   | 2013   | 2018   |
| -------------- | ------ | ------ | ------ |
| Commune        | 14,3 % | 19,1 % | 15,1 % |
| Département    | 10,2 % | 12,8 % | 12,6 % |
| France entière | 8,3 %  | 10 %   | 10 %   |

En 2018, la population âgée de 15 à 64 ans s'élève à 2 915 personnes, parmi lesquelles on compte 68,6 % d'actifs (53,5 % ayant un emploi et 15,1 % de chômeurs) et 31,4 % d'inactifs,. Depuis 2008, le taux de chômage communal (au sens du recensement) des 15-64 ans est supérieur à celui de la France et du département.
La commune est la commune-centre de l'aire d'attraction de Port-la-Nouvelle,. Elle compte 1 980 emplois en 2018, contre 1 993 en 2013 et 2 044 en 2008. Le nombre d'actifs ayant un emploi résidant dans la commune est de 1 601, soit un indicateur de concentration d'emploi de 123,7 % et un taux d'activité parmi les 15 ans ou plus de 41,7 %.
Sur ces 1 601 actifs de 15 ans ou plus ayant un emploi, 972 travaillent dans la commune, soit 61 % des habitants. Pour se rendre au travail, 75,9 % des habitants utilisent un véhicule personnel ou de fonction à quatre roues, 3,3 % les transports en commun, 16,4 % s'y rendent en deux-roues, à vélo ou à pied et 4,3 % n'ont pas besoin de transport (travail au domicile).

### Activités hors agriculture

#### Secteurs d'activités
506 établissements sont implantés  à Port-la-Nouvelle au 31 décembre 2019. Le tableau ci-dessous en détaille le nombre par secteur d'activité et compare les ratios avec ceux du département,.
| Secteur d'activité                                                                                        | Commune | Commune | Département |
| Secteur d'activité                                                                                        | Nombre  | %       | %           |
| --- | ------- | ------- | ----------- |
| Ensemble                                                                                                  | 506     | 100 %   | (100 %)     |
| Industrie manufacturière, industries extractives et autres                                                | 35      | 6,9 %   | (8,8 %)     |
| Construction                                                                                              | 51      | 10,1 %  | (14 %)      |
| Commerce de gros et de détail, transports, hébergement et restauration                                    | 203     | 40,1 %  | (32,3 %)    |
| Information et communication                                                                              | 10      | 2 %     | (1,6 %)     |
| Activités financières et d'assurance                                                                      | 18      | 3,6 %   | (2,7 %)     |
| Activités immobilières                                                                                    | 27      | 5,3 %   | (5,2 %)     |
| Activités spécialisées, scientifiques et techniques et activités de services administratifs et de soutien | 61      | 12,1 %  | (13,3 %)    |
| Administration publique, enseignement, santé humaine et action sociale                                    | 57      | 11,3 %  | (13,2 %)    |
| Autres activités de services                                                                              | 44      | 8,7 %   | (8,8 %)     |

Le secteur du commerce de gros et de détail, des transports, de l'hébergement et de la restauration est prépondérant sur la commune puisqu'il représente 40,1 % du nombre total d'établissements de la commune (203 sur les 506 entreprises implantées  à Port-la-Nouvelle), contre 32,3 % au niveau départemental.

#### Entreprises
Les cinq entreprises ayant leur siège social sur le territoire communal qui génèrent le plus de chiffre d'affaires en 2020 sont : 
- Nouvellis-Commerce, hypermarchés (27 450 k€) ;
- Entrepot Petrolier De Port La Nouvelle - Eppln, entreposage et stockage non frigorifique (8 918 k€) ;
- Agence Du Soleil, administration d'immeubles et autres biens immobiliers (3 760 k€) ;
- Les Silos Du Sud, entreposage et stockage non frigorifique (3 206 k€) ;
- SARL Cote Vermeille Amarine, terrains de camping et parcs pour caravanes ou véhicules de loisirs (2 396 k€).

### Agriculture
|               | 1988 | 2000 | 2010 | 2020 |
| ------------- | ---- | ---- | ---- | ---- |
| Exploitations | 27   | 6    | 2    | 5    |
| SAU (ha)      | 69   | 46   | 48   | 96   |

La commune est dans la « Région viticole » de l'Aude, une petite région agricole occupant une grande partie centrale du département, également dénommée localement « Corbeilles Minervois et Carcasses-Limouxin ». En 2020, l'orientation technico-économique de l'agriculture  sur la commune est la viticulture. Cinq exploitations agricoles ayant leur siège dans la commune sont dénombrées lors du recensement agricole de 2020 (27 en 1988). La superficie agricole utilisée est de 96 ha,,.

### Entreprises et commerces
Industrie

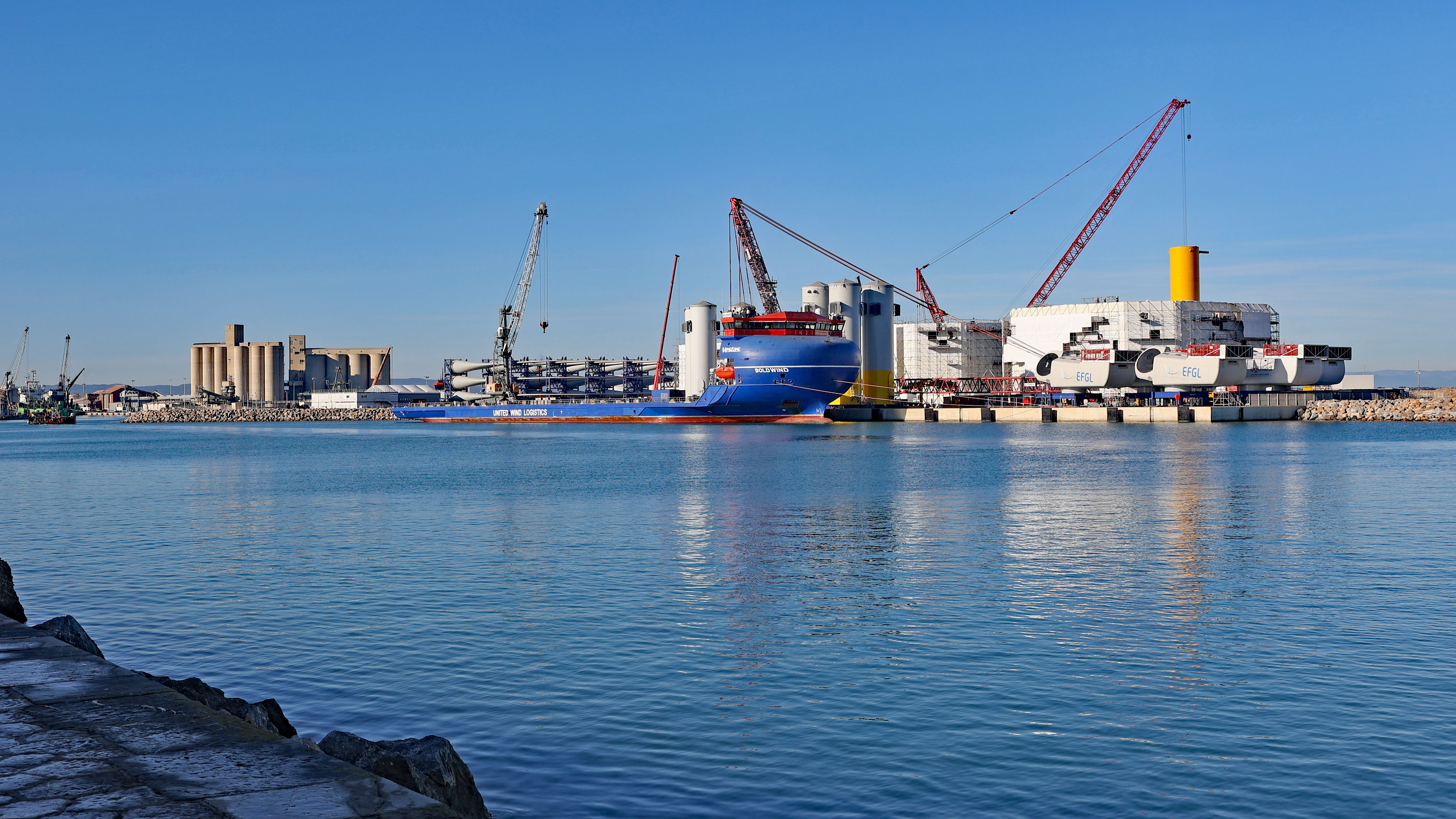
Base du projet éolien en mer (2024).

L'atout principal de la ville de Port-la-Nouvelle se situe dans son port multifonctionnel, propriété de la région : il constitue le troisième port français en Méditerranée. Étendu sur une distance de 2,5 kilomètres, du grau de l'étang de Bages-Sigean jusqu'à la passe d'entrée du canal, il concentre les statuts de port de commerce, de port de pêche et de port de plaisance.
Port de commerce

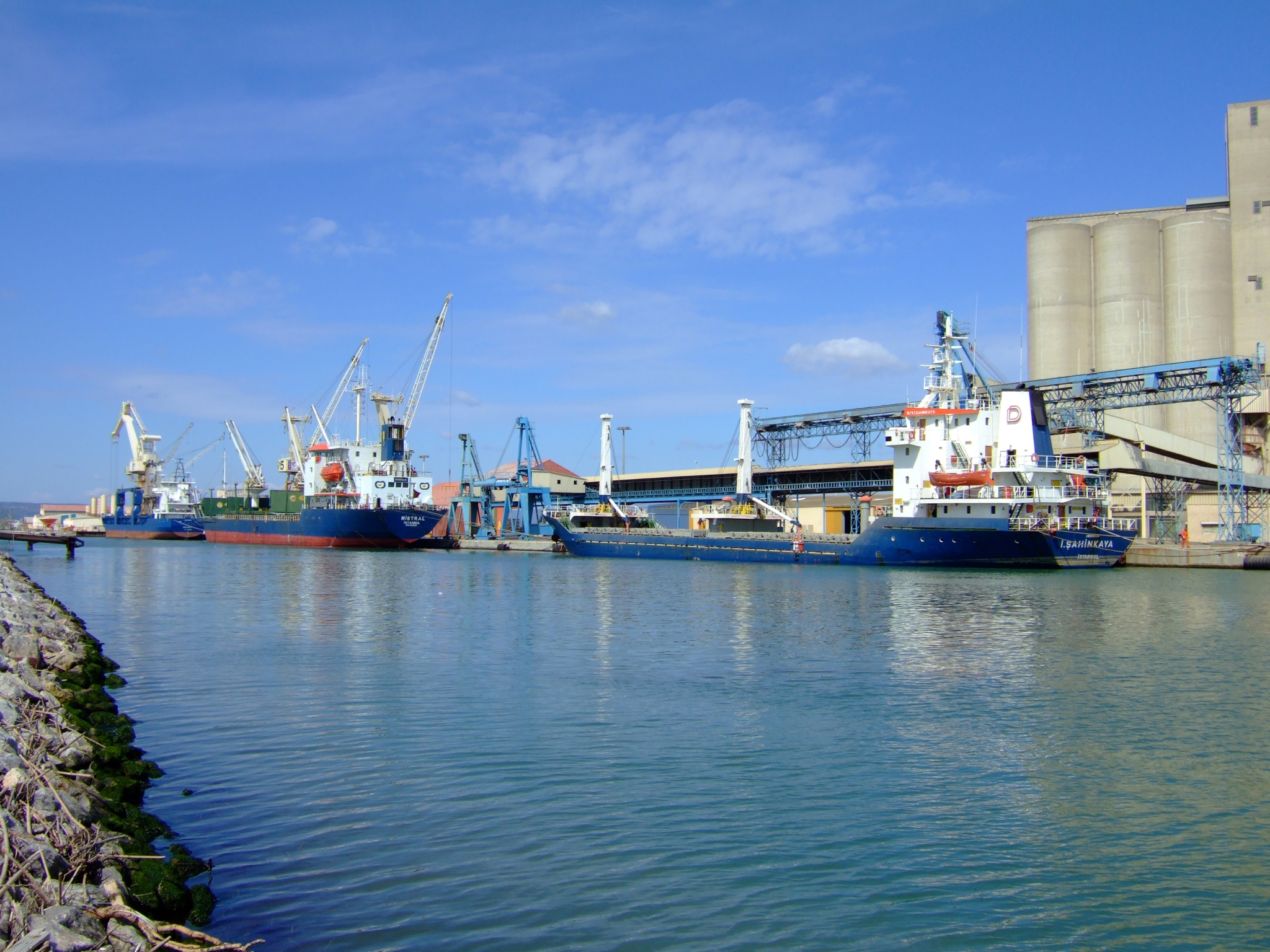
Le port de commerce.

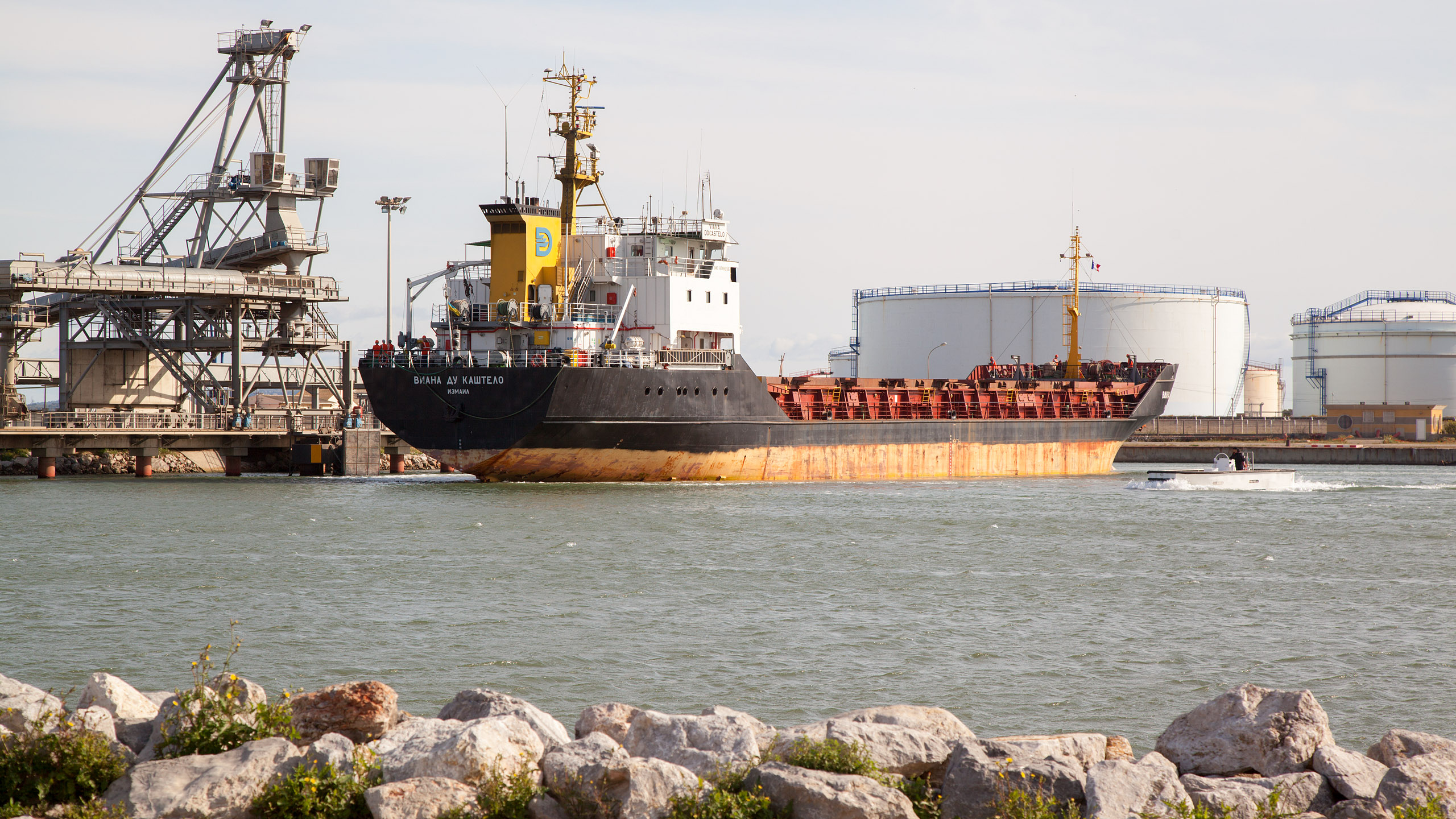

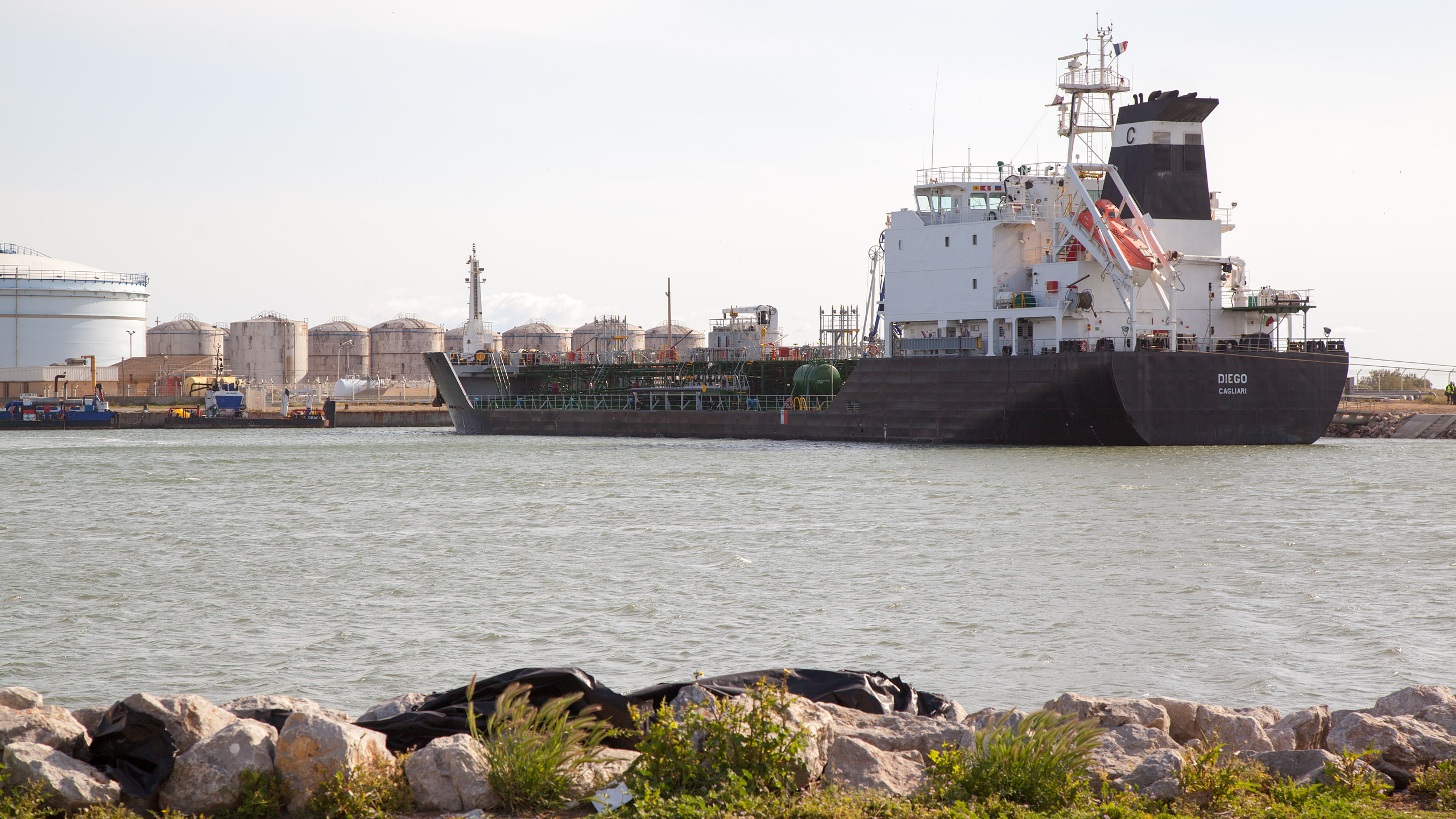

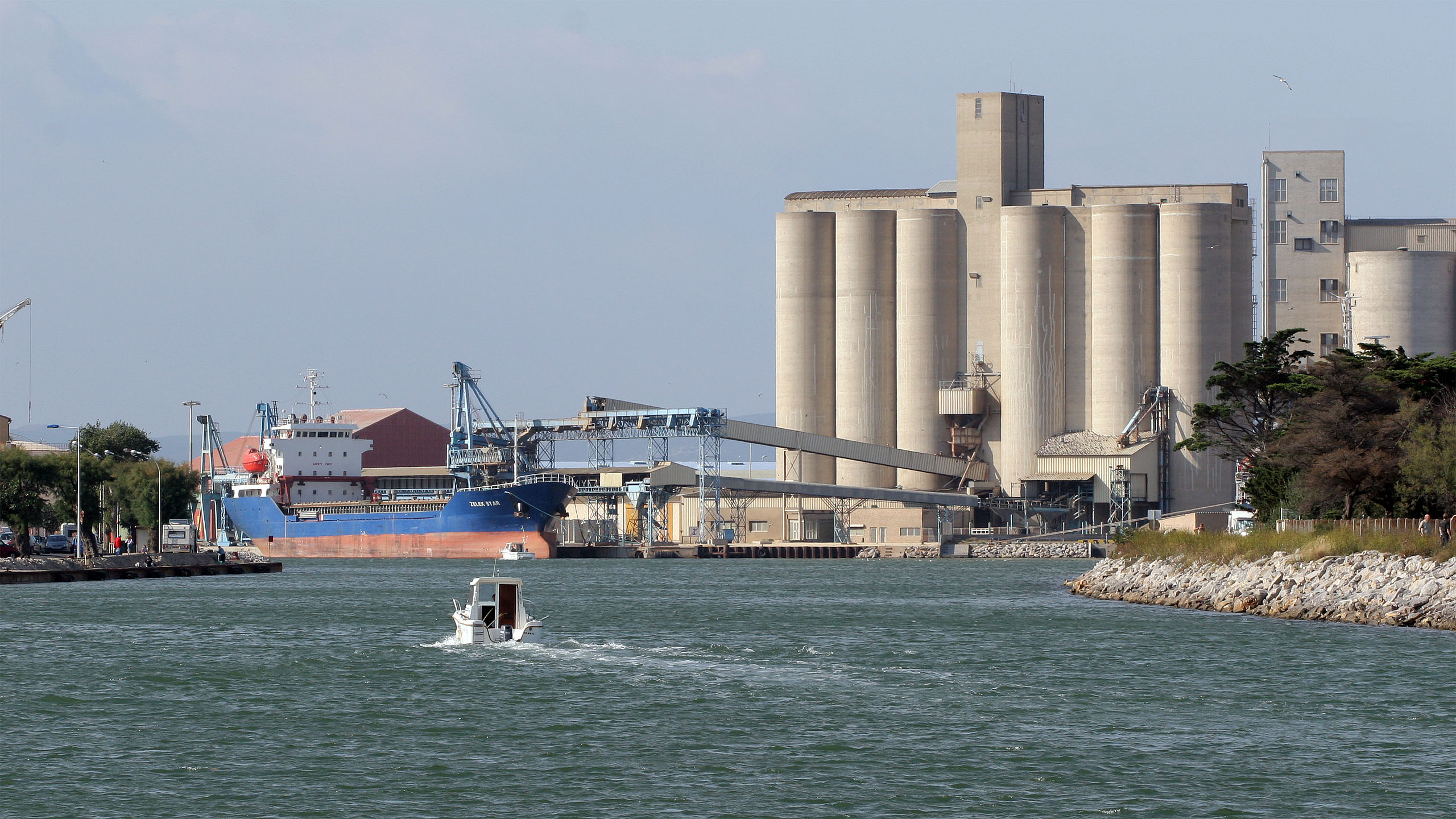

Le port de commerce de Port-la-Nouvelle se situait en 2019 au 20e rang des ports français avec 1 812 440 tonnes de marchandises traitées, principalement des produits pétroliers (110 000 tonnes) et des céréales (669 000 tonnes).
À mi-chemin entre Marseille et Barcelone et au carrefour des autoroutes A9, A61 et A75 (Narbonne), il occupe donc une place stratégique entre les régions Languedoc-Roussillon et Midi-Pyrénées mais aussi à plus grande échelle entre la France et l'Espagne.
La darse pétrolière, avant l'achèvement des travaux d'agrandissement prévu vers 2024, possède un tirant d'eau de 8 mètres et elle a la possibilité de recevoir des cargos de 14 000 tonnes de port en lourd. Si les pétroliers de 145 mètres de long peuvent accoster dans le port, les gaziers doivent avoir un chargement pesant au maximum 3 000 tonnes.
Dans certains cas particuliers, les manœuvres sont effectuées grâce à l'aide de bateaux remorqueurs.
Le port dispose de trois dépôts d'hydrocarbures (Dyneff et Total), de trois dépôts de gaz (Antargaz et Frangaz) et d'un dépôt d'alcool (VINIFLHOR).
Mais la dynamique portuaire de la ville possède aussi des travers plus délicats :
Au 1er janvier 2019, Port-la-Nouvelle accueille 6 des 10 établissements classés "Seveso" du département de l'Aude. Quatre sont classés "Seveso Seuil Haut" et 2 "Seveso Seuil Bas"
Port de pêche
Le port possède aussi sa propre criée et réserve des espaces au mouillage de chalutiers.
Cimenterie

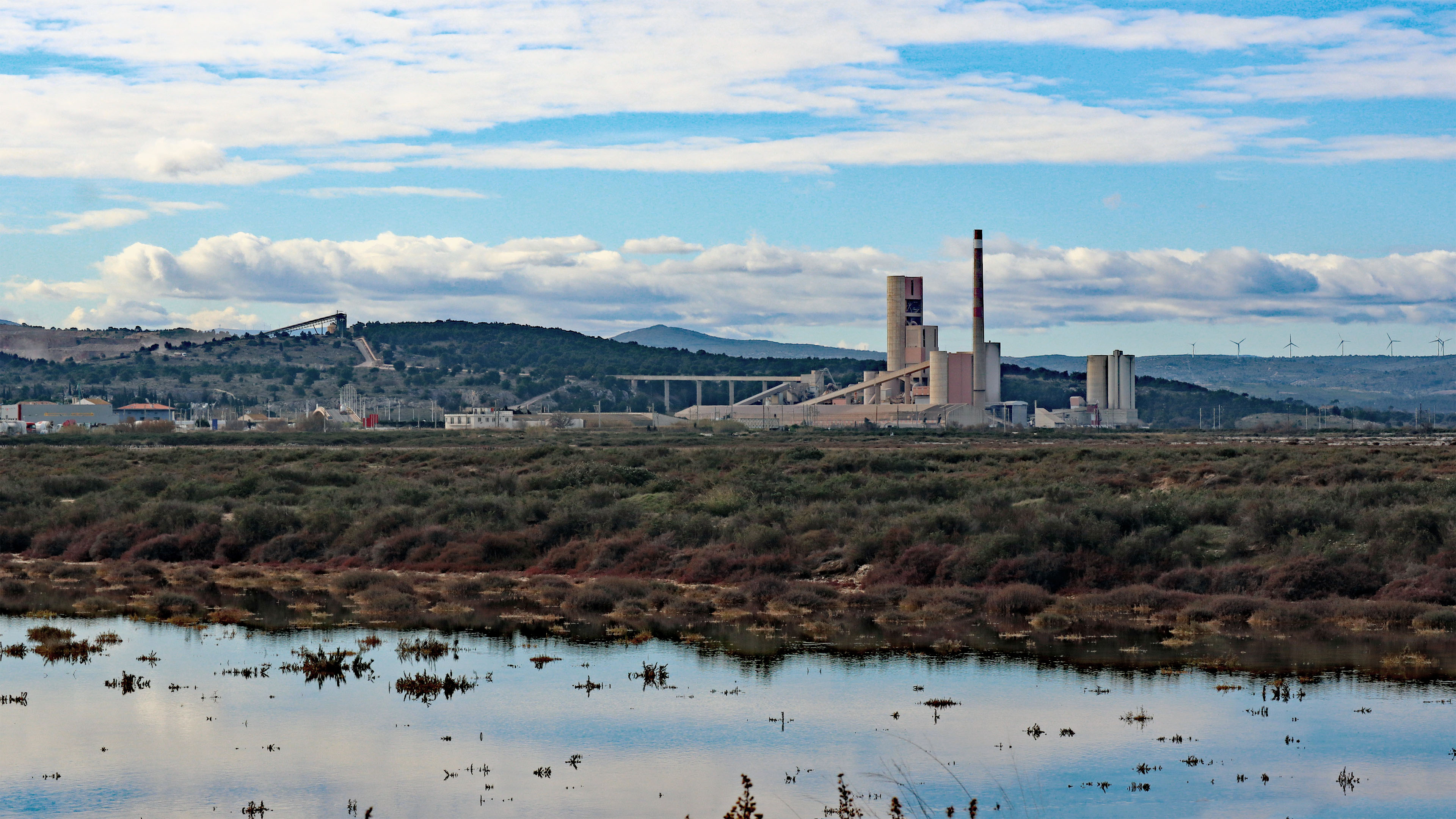
La cimenterie Lafarge

Depuis 1971, la cimenterie Lafarge située à l'entrée de la ville est un acteur économique important de Port-la-Nouvelle. L'usine emploie une centaine de personnes à l'œuvre sur l'ensemble de son site. Elle exploite le calcaire, matière première nécessaire à la confection de clinker et plus tard de ciments, dans une carrière située dans la colline et reliée à l'usine même par un système de passerelles (afin de franchir la route D 6139 entrant dans la ville). Elle a été modernisée en 1997 et propose une capacité de production de 700 000 tonnes par an.
Depuis plusieurs années, des visites sont organisées afin de permettre aux collégiens de la ville de comprendre le fonctionnement de l'usine.
Tourisme

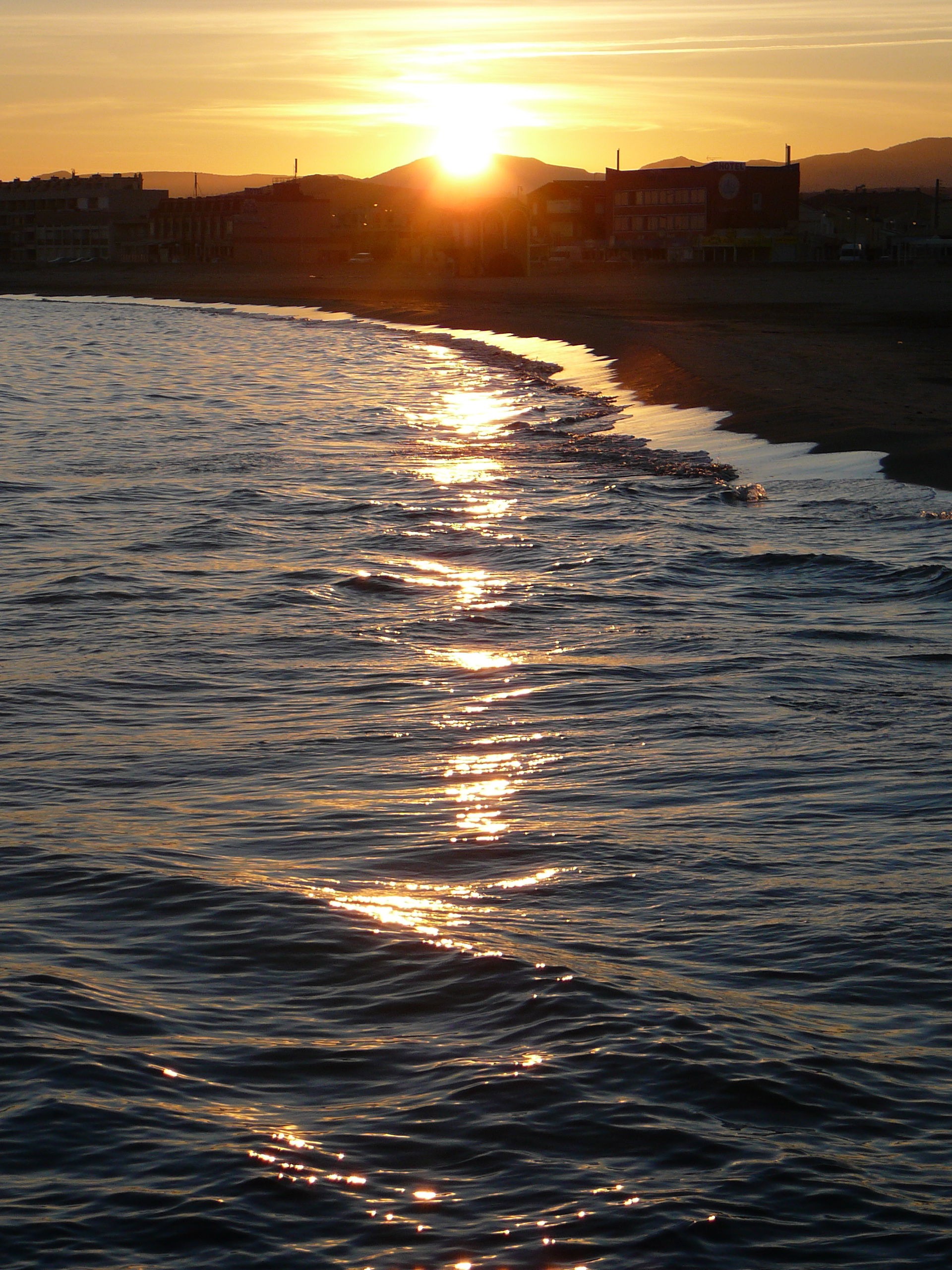
La plage de Port-la-Nouvelle au coucher du soleil.

Port-la-Nouvelle est une station balnéaire : avec 13 kilomètres de plage de sable fin, la ville accueille chaque année des milliers de touristes.
Équipements et loisirs
Le front de mer est bordé de restaurants, bars et autres hôtels. On trouve sur la plage des jeux gonflables, un club d'amusements pour enfants ou des terrains de volley-ball.
Le casino, situé derrière l'Office de tourisme ouverte 7 jours sur 7 en été, a été créé en 1995 : il propose entre autres une salle de jeux, des machines à sous, un bar lounge et un restaurant. Il est en activité du mois d'avril à la fin décembre.

## Culture locale et patrimoine

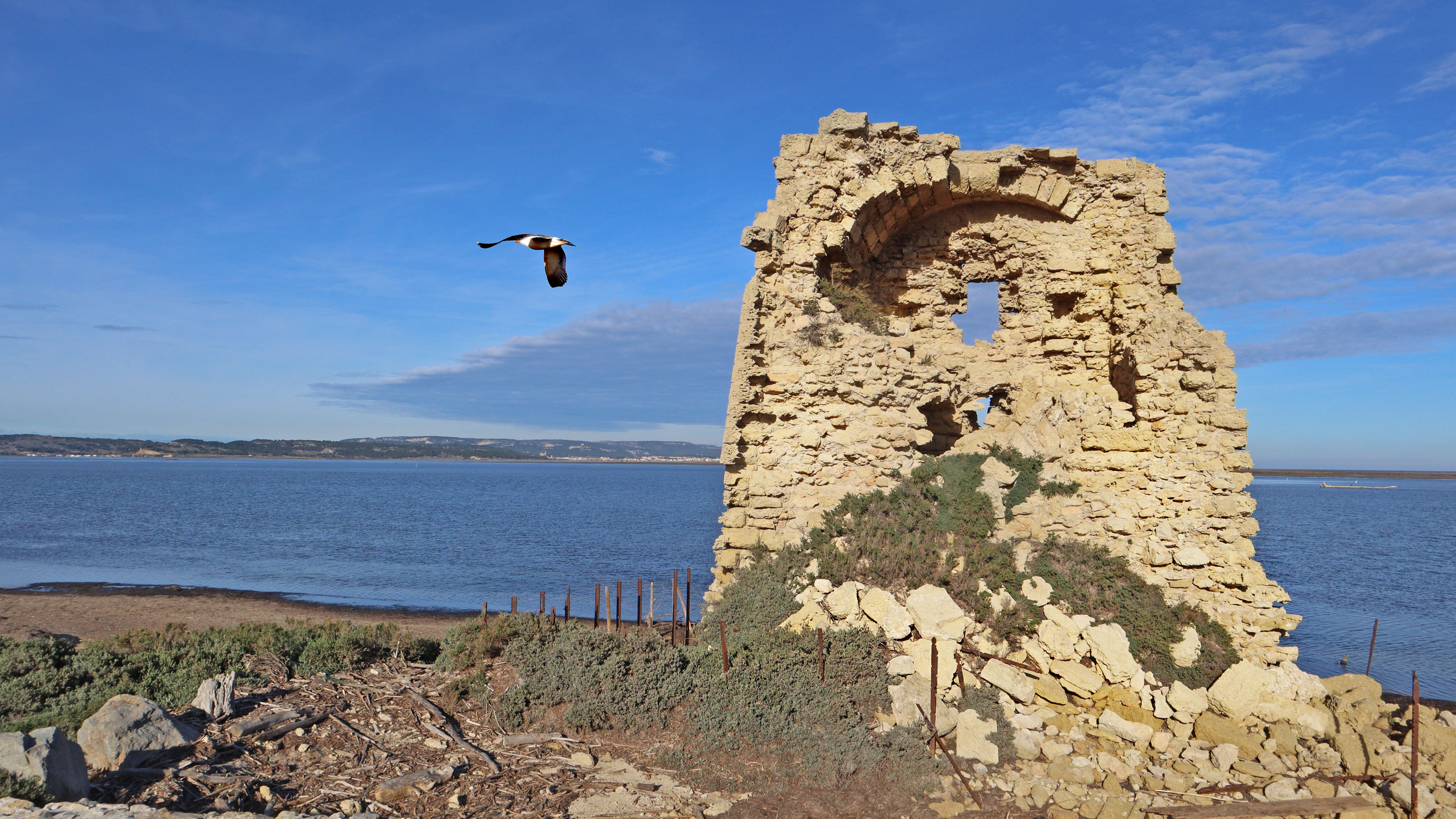
Tour de la Vieille Nouvelle

### Lieux et monuments
- Église Notre-Dame-de-Bon-Voyage de Port-la-Nouvelle.
- La tour de défense de la « Vieille Nouvelle » : construite en 1742, cette tour à base carrée s'insérait dans un programme de défense du littoral.
- Musée de la baleine : Jean-Louis Fabre expose dans son chai, au Domaine de Jugnes, route de Lapalme, les ossements d'une baleine qui s'était échouée sur la plage du Rouet à Port-la-Nouvelle en 1989. Le vigneron l'a dépecée et en a remonté lui-même les ossements. L'accès au musée est aussi possible en effectuant une promenade avec le « petit train » basé l'été en front de mer[88].
- À l'office du tourisme, on peut voir dans une châsse de verre un spécimen de cœlacanthe.

### Patrimoine environnemental

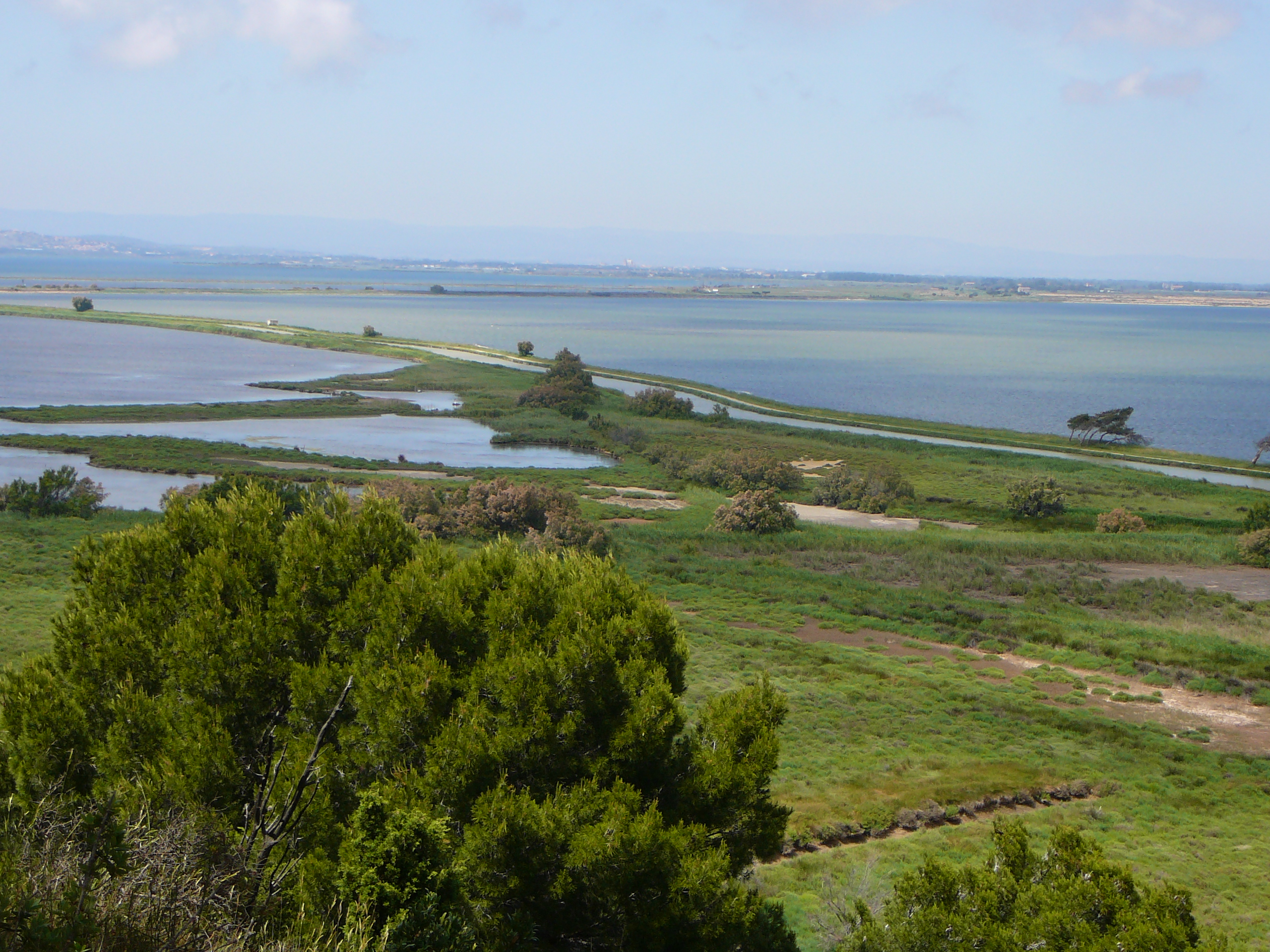
Vue sur l'étang de Bages depuis l'île de Sainte-Lucie.

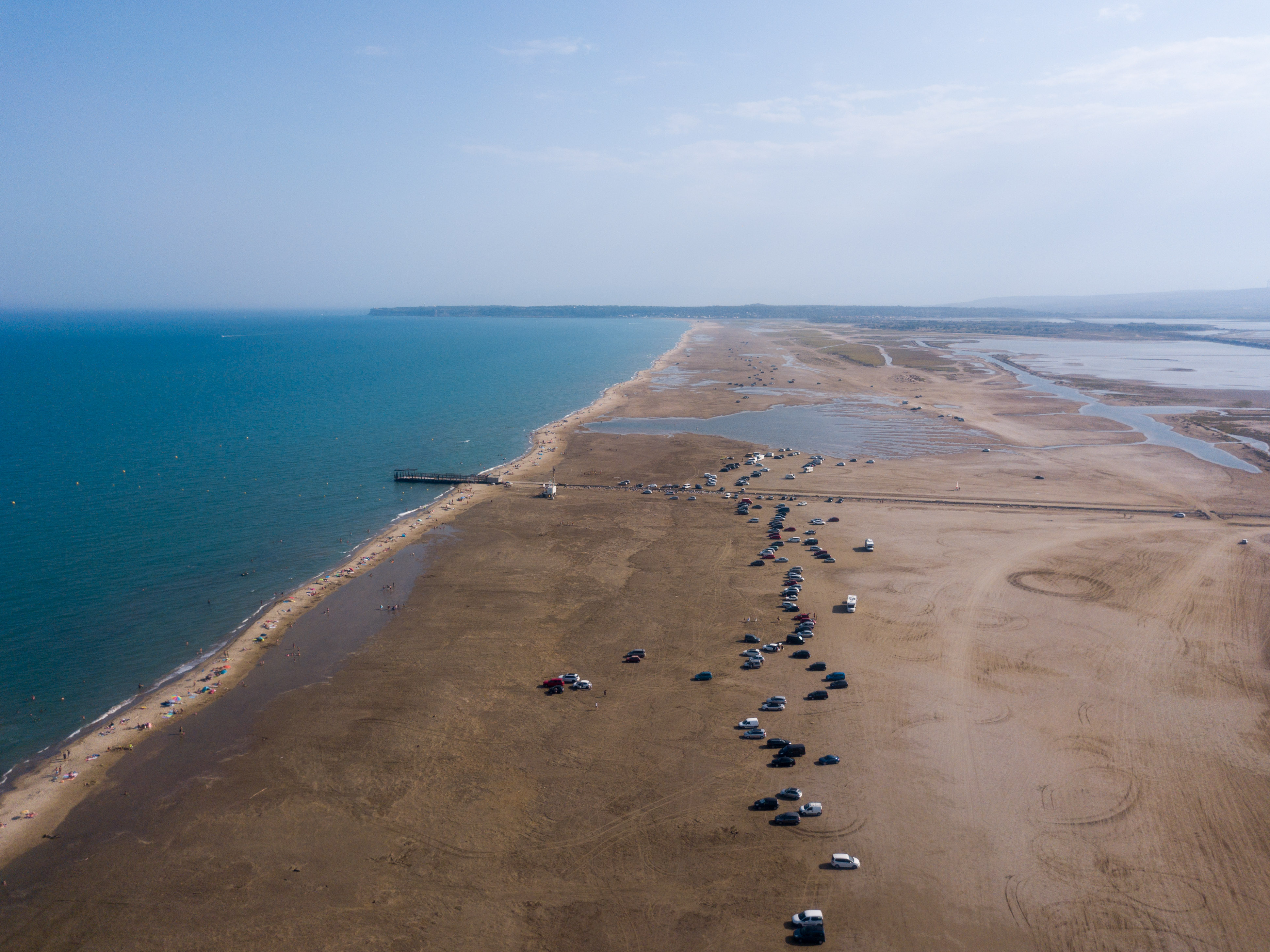
Plage entre Port-La-Nouvelle et La Franqui.

- La réserve naturelle régionale de l'« île de Sainte-Lucie » qui n'est pas vraiment une île (et parfois surnommée « île aux mille senteurs »). Elle est accessible à pied, en voiture (grâce à un parking situé quelques centaines de mètres avant l'entrée de l'île) ou en petit train (en saison), elle est séparée de la ville par le canal de la Robine. La faune et la flore y sont protégées par le Conservatoire du littoral. Elle offre des panoramas sur l'étang de Bages-Sigean, la ville de Narbonne et Gruissan Plage. Elle abrite une ancienne carrière antique, les restes d'une porcherie du XXe siècle et autres bâtiments désaffectés. Un balisage précis permet à chaque promeneur d'effectuer le parcours voulu (7 km pour le « grand tour » de l'île contre 3 km pour le « petit tour »)[89].

L'île Sainte-Lucie est inscrite au titre des sites naturels depuis 1966.
- l'île de la Nadière : un ancien hameau de pêcheurs sur l'étang de Bages-Sigean.

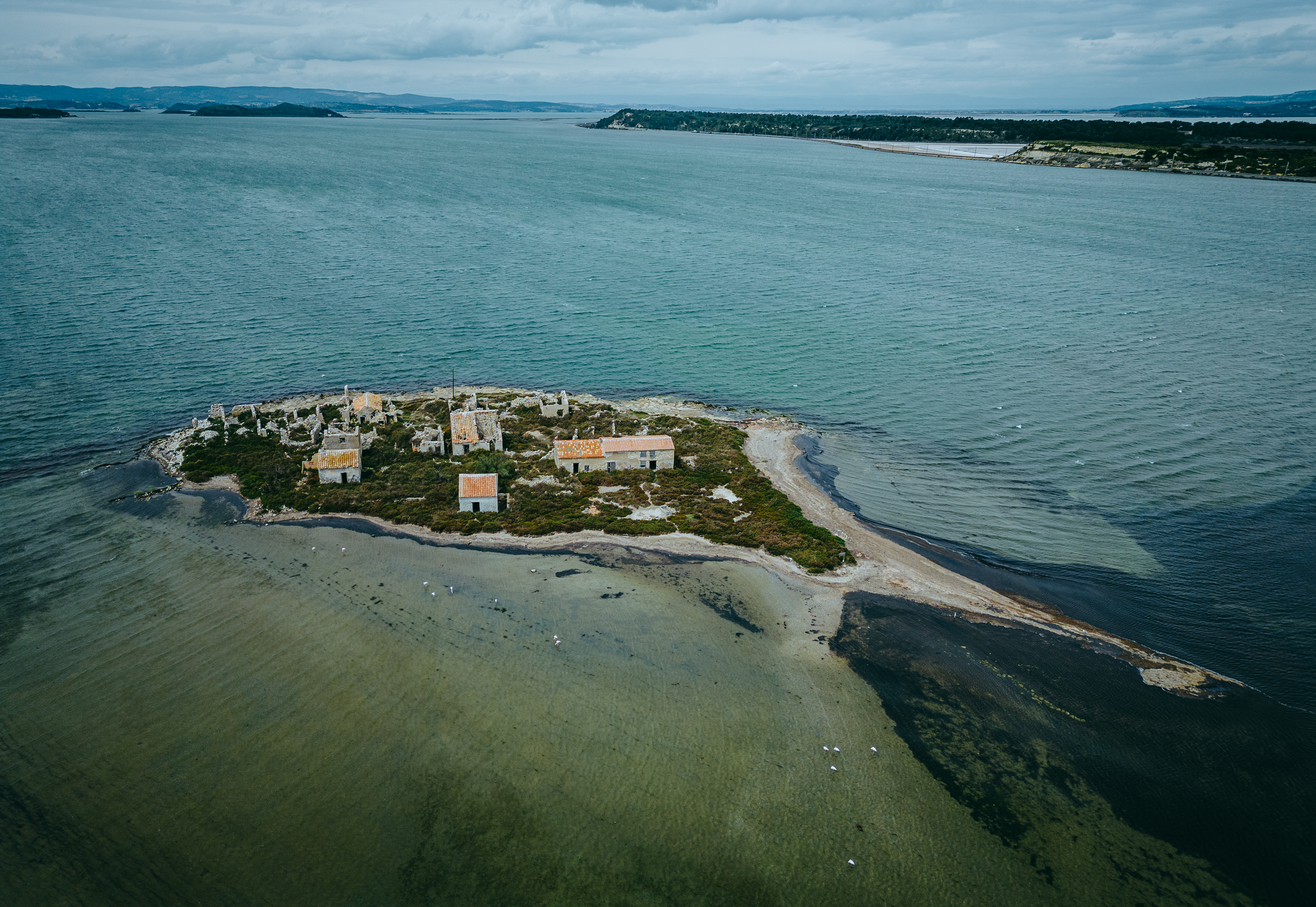
Village de pêcheurs de l'île de la Nadière.

L'île de la Nadiére est inscrite au titre des sites naturels depuis 1947.
- départ du sentier cathare : ce circuit de randonnée relie Port-la-Nouvelle à Foix dans l'Ariège et permet la visite des célèbres châteaux cathares.

Port-la-Nouvelle est aussi située sur le sentier de Grande Randonnée de Pays (GRP) du Golfe Antique qui en 75 km permet de faire à pied ou à VTT le tour de l'étang de Bages-Sigean.

### Gastronomie
La commune a sur son territoire les appellations qualitatives suivantes :
- Vin de pays des Coteaux du Littoral Audois

### Traditions
Tous les dimanches de juillet et août, une session de pêche à la traîne est organisée par la commune : l'inscription se fait à l'office du tourisme. Une petite embarcation pose un filet en mer qui est tiré depuis la plage par les participants. Une sardinade est organisée pour tous les pêcheurs et le poisson est ensuite partagé équitablement.

### Personnalités liées à la commune
Artistes
- Charles Trenet (1913-2001), originaire de la ville de Narbonne, venait souvent se baigner à Port-la-Nouvelle. La chanson Fidèle cite « le port de la Nouvelle au mois d'août ». Son roman Dodo manière s'inspire également de ces séjours.
- Piet Moget (1928-2015) installe à partir de 1956 son camion-atelier, face à la mer. Toute sa peinture, inlassable quête des harmonies de la lumière, du vent, des couleurs prend sa source dans les infinies nuances offertes par le paysage de la mer à Port-la-Nouvelle.

Sportifs
- Pierre Monier, né le 6 mars 1927 à Port-la-Nouvelle. Joueur de rugby à XV, en tant que pilier (1,76 m, 91 kg), il est finaliste du championnat de France avec Toulon en 1948.
- David Mélé, né le 20 octobre 1985, originaire de Port-la-Nouvelle. Il devient champion de France de rugby à XV, avec l'USAP (Perpignan) en 2009, au poste de demi de mêlée.

### Héraldique
| Port-la-Nouvelle | Son blasonnement est : Taillé : au 1er d'or à la croix cléchée de gueules, au 2e d'azur à la tour de gueules maçonnée de sable, brochant sur le tout un navire de sinople aux voiles d'argent sur un soleil de gueules. |

### Culture populaire
Cinéma
- Le Passager (2005), d'Éric Caravaca : film tourné en partie à Port-la-Nouvelle.
- Les Ogres (2016), de Léa Fehner : film tourné en partie à Port-la-Nouvelle[92].